# 2019-es WTA-szezon
A 2019-es WTA-szezon a WTA, azaz a női profi teniszezők nemzetközi szövetsége által megszervezett versenysorozat 2019-es évada. Ez a versenysorozat 46. szezonja. A szezon magába foglalja a Nemzetközi Teniszszövetség (ITF) által felügyelt Grand Slam-tornákat, a Premier tornákat, az International tornákat, az ITF által szervezett Fed-kupát, valamint a két év végi versenyt, a WTA Finals világbajnokságot és a WTA Elite Trophy bajnokok tornáját. 2019-ben a versenynaptár része az ITF által szervezett Hopman-kupa is, amelyért azonban ranglistapontok nem járnak.
Az előző évi versenynaptárhoz képest két új tornán vehetnek részt a versenyzők: a versenysorozat része lett a thaiföldi Huahinben rendezett, eddig a WTA 125K versenysorozat részeként megtartott torna, valamint öt év után ismét visszakerült a versenynaptárba a Palermóban rendezett torna. Mindkét új torna International kategóriájú. Változás még, hogy felcserélték az év végi bajnokságok sorrendjét, előbb rendezik a WTA Elite Trophy versenyt, és utána a WTA Finals világbajnokságot.

## Az év kiemelkedő magyar eredményei
Az évet a Babos Tímea–Kristina Mladenovic páros a világranglista élén végezte.

### Tornagyőzelem (5)
Január:
- Nagy Adrienn – Australian Open (junior leány páros)

Március:
- Stollár Fanny – Guadalajara (WTA 125K torna) (páros)

Április:
- Babos Tímea – Isztambul (Istanbul Cup) (páros)

Június:
- Babos Tímea – Roland Garros (női páros)

November:
- Babos Tímea – 2019-es WTA Finals (női páros)

### Döntő (4)
Január:
- Babos Tímea – Australian Open (női páros)

Február:
- Stollár Fanny – Hungarian Ladies Open (páros)

Augusztus:
- Stollár Fanny – Citi Open (páros)

November:
- Babos Tímea – OEC Taipei WTA Challenger (WTA 125K torna, egyéni)

## Versenynaptár
A WTA 2019-es teljes versenynaptára, feltüntetve benne a legalább negyeddöntőbe jutott versenyzőket.
A színjelölések
| Grand Slam-tornák     |
| WTA Premier Mandatory |
| WTA Premier 5         |
| WTA Premier           |
| WTA International     |
| WTA Finals            |
| WTA Elite Trophy      |
| Csapatversenyek       |

Rövidítések: KM=körmérkőzés; E=egyéni; Q=kvalifikáció; p=páros; (f)=fedett pályán.

### Január
| Kezdés                | Torna | Győztesek                                             | Ellenfelek a döntőben               | Elődöntősök                                                        | Negyeddöntősök                                                                       |
| --------------------- | --- | ----------------------------------------------------- | ----------------------------------- | ------------------------------------------------------------------ | ------------------------------------------------------------------------------------ |
| December 31.          | Hopman-kupa Perth, Ausztrália ITF Vegyes csapatok versenye 1 000 $ – Kemény (f) – 8 csapat (KM)                       | Svájc · 2–1                                           | Németország                         | Körmérkőzés (A-csoport) Ausztrália · Franciaország · Spanyolország | Körmérkőzés (B-csoport) Egyesült Királyság · Görögország · Amerikai Egyesült Államok |
| December 31.          | Brisbane International Brisbane, Ausztrália WTA Premier 1 000 000 $ – Kemény – 30E/32Q/16P                            | Karolína Plíšková 4–6, 7–5, 6–2                       | Leszja Curenko                      | Donna Vekić Ószaka Naomi                                           | Aljakszandra Szasznovics Ajla Tomljanović Anett Kontaveit Anastasija Sevastova       |
| December 31.          | Brisbane International Brisbane, Ausztrália WTA Premier 1 000 000 $ – Kemény – 30E/32Q/16P                            | Nicole Melichar Květa Peschke 6–1, 6–1                | Csan Hao-csing Latisha Chan         | Donna Vekić Ószaka Naomi                                           | Aljakszandra Szasznovics Ajla Tomljanović Anett Kontaveit Anastasija Sevastova       |
| December 31.          | Shenzhen Open Sencsen, Kína WTA International 750 000 $ – Kemény – 32E/16Q/16P                                        | Arina Szabalenka 4–6, 7–6(2), 6–3                     | Alison Riske                        | Vang Ja-fan Vera Zvonarjova                                        | Marija Sarapova Monica Niculescu Sorana Cîrstea Veronyika Kugyermetova               |
| December 31.          | Shenzhen Open Sencsen, Kína WTA International 750 000 $ – Kemény – 32E/16Q/16P                                        | Peng Suaj Jang Csao-hszüan 6–4, 6–3                   | Tuan Jing-jing Renata Voráčová      | Vang Ja-fan Vera Zvonarjova                                        | Marija Sarapova Monica Niculescu Sorana Cîrstea Veronyika Kugyermetova               |
| December 31.          | ASB Classic Auckland, Új-Zéland WTA International 250 000 $ – Kemény – 32E/32Q/16P                                    | Julia Görges 2–6, 7–5, 6–1                            | Bianca Andreescu                    | Hszie Su-vej Viktória Kužmová                                      | Venus Williams Sara Sorribes Tormo Amanda Anisimova Eugenie Bouchard                 |
| December 31.          | ASB Classic Auckland, Új-Zéland WTA International 250 000 $ – Kemény – 32E/32Q/16P                                    | Eugenie Bouchard Sofia Kenin 1-6, 6-1, [10-7]         | Paige Mary Hourigan Taylor Townsend | Hszie Su-vej Viktória Kužmová                                      | Venus Williams Sara Sorribes Tormo Amanda Anisimova Eugenie Bouchard                 |
| Január 7.             | Apia International Sydney Sydney, Ausztrália WTA Premier 823 000 $ – Kemény – 30E/32Q/16P                             | Petra Kvitová 1–6, 7–5, 7–6(3)                        | Ashleigh Barty                      | Kiki Bertens Aljakszandra Szasznovics                              | Elise Mertens Julija Putyinceva Bacsinszky Tímea Angelique Kerber                    |
| Január 7.             | Apia International Sydney Sydney, Ausztrália WTA Premier 823 000 $ – Kemény – 30E/32Q/16P                             | Aleksandra Krunić Kateřina Siniaková 6–1, 7–6(3)      | Hozumi Eri Alicja Rosolska          | Kiki Bertens Aljakszandra Szasznovics                              | Elise Mertens Julija Putyinceva Bacsinszky Tímea Angelique Kerber                    |
| Január 7.             | Moorilla Hobart International Hobart, Ausztrália WTA International 250 000 $ – Kemény – 32E/32Q/16P                   | Sofia Kenin 6–3, 6–0                                  | Anna Karolína Schmiedlová           | Alizé Cornet Belinda Bencic                                        | Kirsten Flipkens Greet Minnen Irina-Camelia Begu Dajana Jasztremszka                 |
| Január 7.             | Moorilla Hobart International Hobart, Ausztrália WTA International 250 000 $ – Kemény – 32E/32Q/16P                   | Csan Hao-csing Latisha Chan 6–3, 3–6, [10–6]          | Kirsten Flipkens Johanna Larsson    | Alizé Cornet Belinda Bencic                                        | Kirsten Flipkens Greet Minnen Irina-Camelia Begu Dajana Jasztremszka                 |
| Január 14. Január 21. | Australian Open Melbourne, Ausztrália Grand Slam 62 500 000A$ – Kemény 128E/96Q/64P/32V Egyéni – Páros – Vegyes páros | Ószaka Naomi 7–6(2), 5–7, 6–4                         | Petra Kvitová                       | Karolína Plíšková Danielle Collins                                 | Serena Williams Elina Szvitolina Ashleigh Barty Anasztaszija Pavljucsenkova          |
| Január 14. Január 21. | Australian Open Melbourne, Ausztrália Grand Slam 62 500 000A$ – Kemény 128E/96Q/64P/32V Egyéni – Páros – Vegyes páros | Samantha Stosur Csang Suaj 6–3, 6–4                   | Babos Tímea Kristina Mladenovic     | Karolína Plíšková Danielle Collins                                 | Serena Williams Elina Szvitolina Ashleigh Barty Anasztaszija Pavljucsenkova          |
| Január 14. Január 21. | Australian Open Melbourne, Ausztrália Grand Slam 62 500 000A$ – Kemény 128E/96Q/64P/32V Egyéni – Páros – Vegyes páros | Barbora Krejčíková Rajeev Ram 7–6(3), 6–1             | Astra Sharma John-Patrick Smith     | Karolína Plíšková Danielle Collins                                 | Serena Williams Elina Szvitolina Ashleigh Barty Anasztaszija Pavljucsenkova          |
| Január 28.            | St. Petersburg Ladies Trophy Szentpétervár, Oroszország WTA Premier 823 000 $ – Kemény (f) – 28E/32Q/16P              | Kiki Bertens 7–6(2), 6–4                              | Donna Vekić                         | Vera Zvonarjova Arina Szabalenka                                   | Petra Kvitová Darja Kaszatkina Jekatyerina Alekszandrova Anasztaszija Pavljucsenkova |
| Január 28.            | St. Petersburg Ladies Trophy Szentpétervár, Oroszország WTA Premier 823 000 $ – Kemény (f) – 28E/32Q/16P              | Margarita Gaszparjan Jekatyerina Makarova 7–5, 7–5    | Anna Kalinszkaja Viktória Kužmová   | Vera Zvonarjova Arina Szabalenka                                   | Petra Kvitová Darja Kaszatkina Jekatyerina Alekszandrova Anasztaszija Pavljucsenkova |
| Január 28.            | Hua Hin Championships Huahin, Thaiföld WTA International 250 000 $ – Kemény – 32E/24Q/16P                             | Dajana Jasztremszka 6–2, 2–6, 7–6(3)                  | Ajla Tomljanović                    | Magda Linette Tamara Zidanšek                                      | Garbiñe Muguruza Vang Ja-fan Cseng Szaj-szaj Viktorija Golubic                       |
| Január 28.            | Hua Hin Championships Huahin, Thaiföld WTA International 250 000 $ – Kemény – 32E/24Q/16P                             | Irina-Camelia Begu Monica Niculescu 2–6, 6–1, [12–10] | Anna Blinkova Vang Ja-fan           | Magda Linette Tamara Zidanšek                                      | Garbiñe Muguruza Vang Ja-fan Cseng Szaj-szaj Viktorija Golubic                       |

### Február
| Kezdés      | Torna | Győztesek                                                                                       | Ellenfelek a döntőben                                                                  | Elődöntősök                                     | Negyeddöntősök                                                        |
| ----------- | --- | ----------------------------------------------------------------------------------------------- | -------------------------------------------------------------------------------------- | ----------------------------------------------- | --------------------------------------------------------------------- |
| Február 4.  | Fed-kupa negyeddöntők Ostrava Csehország – Kemény (f) Liège, Belgium – Kemény (f) Braunschweig, Németország – Kemény (f) Asheville, Amerikai Egyesült Államok – Kemény (f) | Negyeddöntő győztesei · Románia 3–2 · Franciaország 3–1 · Fehéroroszország 4–0 · Ausztrália 3–2 | Negyeddöntő vesztesei · Csehország · Belgium · Németország · Amerikai Egyesült Államok |                                                 |                                                                       |
| Február 11. | Qatar Total Open Doha, Katar WTA Premier $ – Kemény – 28E/32Q/28P | Elise Mertens 3–6, 6–4, 6–3                                                                     | Simona Halep                                                                           | Elina Szvitolina Angelique Kerber               | Julia Görges Karolína Muchová Barbora Strýcová Kiki Bertens           |
| Február 11. | Qatar Total Open Doha, Katar WTA Premier $ – Kemény – 28E/32Q/28P | Csan Hao-csing Latisha Chan 6–1, 3–6, [10–6]                                                    | Anna-Lena Grönefeld Demi Schuurs                                                       | Elina Szvitolina Angelique Kerber               | Julia Görges Karolína Muchová Barbora Strýcová Kiki Bertens           |
| Február 18. | Dubai Duty Free Tennis Championships Dubaj, Egyesült Arab Emírségek WTA Premier 5 2 828 000 $ – Kemény – 56E/32Q/16P                                                       | Belinda Bencic 6–3, 1–6, 6–2                                                                    | Petra Kvitová                                                                          | Elina Szvitolina Hszie Su-vej                   | Carla Suárez Navarro Simona Halep Karolína Plíšková Viktória Kužmová  |
| Február 18. | Dubai Duty Free Tennis Championships Dubaj, Egyesült Arab Emírségek WTA Premier 5 2 828 000 $ – Kemény – 56E/32Q/16P                                                       | Hszie Su-vej Barbora Strýcová 6–4, 6–4                                                          | Lucie Hradecká Jekatyerina Makarova                                                    | Elina Szvitolina Hszie Su-vej                   | Carla Suárez Navarro Simona Halep Karolína Plíšková Viktória Kužmová  |
| Február 18. | Hungarian Ladies Open Budapest, Magyarország WTA International 250 000 $ – Kemény (f) – 32E/24Q/16P                                                                        | Alison Van Uytvanck 1–6, 7–5, 6–2                                                               | Markéta Vondroušová                                                                    | Jekatyerina Alekszandrova Anasztaszija Potapova | Katerina Kozlova Pauline Parmentier Sorana Cîrstea Irina-Camelia Begu |
| Február 18. | Hungarian Ladies Open Budapest, Magyarország WTA International 250 000 $ – Kemény (f) – 32E/24Q/16P                                                                        | Jekatyerina Alekszandrova Vera Zvonarjova 6–4, 4–6, [10–7]                                      | Stollár Fanny Heather Watson                                                           | Jekatyerina Alekszandrova Anasztaszija Potapova | Katerina Kozlova Pauline Parmentier Sorana Cîrstea Irina-Camelia Begu |
| Február 25. | Abierto Mexicano Telcel Acapulco, Mexikó WTA International 250 000 $ – Kemény – 32E/24Q/16P                                                                                | Vang Ja-fan 2–6, 6–3, 7–5                                                                       | Sofia Kenin                                                                            | Donna Vekić Bianca Andreescu                    | Beatriz Haddad Maia Konta Johanna Cseng Szaj-szaj Viktorija Azaranka  |
| Február 25. | Abierto Mexicano Telcel Acapulco, Mexikó WTA International 250 000 $ – Kemény – 32E/24Q/16P                                                                                | Viktorija Azaranka Cseng Szaj-szaj 6–1, 6–2                                                     | Desirae Krawczyk Giuliana Olmos                                                        | Donna Vekić Bianca Andreescu                    | Beatriz Haddad Maia Konta Johanna Cseng Szaj-szaj Viktorija Azaranka  |

### Március
| Kezdés                 | Torna | Győztesek                                  | Ellenfelek a döntőben                 | Elődöntősök                     | Negyeddöntősök                                                        |
| ---------------------- | --- | ------------------------------------------ | ------------------------------------- | ------------------------------- | --------------------------------------------------------------------- |
| Március 4. Március 11. | BNP Paribas Open Indian Wells, Amerikai Egyesült Államok WTA Premier Mandatory 9.035.428$ – Kemény – 96E/48Q/32P      | Bianca Andreescu 6–4, 3–6, 6–4             | Angelique Kerber                      | Belinda Bencic Elina Szvitolina | Karolína Plíšková Venus Williams Garbiñe Muguruza Markéta Vondroušová |
| Március 4. Március 11. | BNP Paribas Open Indian Wells, Amerikai Egyesült Államok WTA Premier Mandatory 9.035.428$ – Kemény – 96E/48Q/32P      | Elise Mertens Arina Szabalenka 6–3, 6–2    | Barbora Krejčíková Kateřina Siniaková | Belinda Bencic Elina Szvitolina | Karolína Plíšková Venus Williams Garbiñe Muguruza Markéta Vondroušová |
| Március 18. Március 25 | Miami Open presented by Itaú Miami, Amerikai Egyesült Államok WTA Premier Mandatory 9.035.428$ – Kemény – 96E/48Q/32P | Ashleigh Barty 7–6(1), 6–3                 | Karolína Plíšková                     | Anett Kontaveit Simona Halep    | Hszie Su-vej Petra Kvitová Markéta Vondroušová Vang Csiang            |
| Március 18. Március 25 | Miami Open presented by Itaú Miami, Amerikai Egyesült Államok WTA Premier Mandatory 9.035.428$ – Kemény – 96E/48Q/32P | Elise Mertens Arina Szabalenka 7–6(5), 6–2 | Samantha Stosur Csang Suaj            | Anett Kontaveit Simona Halep    | Hszie Su-vej Petra Kvitová Markéta Vondroušová Vang Csiang            |

### Április
| Kezdés      | Torna | Győztesek                                                 | Ellenfelek a döntőben                             | Elődöntősök                           | Negyeddöntősök                                                                  |
| ----------- | --- | --------------------------------------------------------- | ------------------------------------------------- | ------------------------------------- | ------------------------------------------------------------------------------- |
| Április 1.  | Volvo Cars Open Charleston, Amerikai Egyesült Államok WTA Premier 823 000 $ – Salak (zöld) – 56E/32Q/16P             | Madison Keys 7–6(5), 6–3                                  | Caroline Wozniacki                                | Mónica Puig Petra Martić              | Sloane Stephens Danielle Collins Belinda Bencic María Szákari                   |
| Április 1.  | Volvo Cars Open Charleston, Amerikai Egyesült Államok WTA Premier 823 000 $ – Salak (zöld) – 56E/32Q/16P             | Anna-Lena Grönefeld Alicja Rosolska 7–6(7), 6–2           | Irina Hromacsova Veronyika Kugyermetova           | Mónica Puig Petra Martić              | Sloane Stephens Danielle Collins Belinda Bencic María Szákari                   |
| Április 1.  | Abierto Monterrey Afirme Monterrey, Mexikó WTA International 250 000 $ – Kemény – 32E/32Q/16P                        | Garbiñe Muguruza 6–1, 3–1 feladta                         | Viktorija Azaranka                                | Angelique Kerber Magdaléna Rybáriková | Kirsten Flipkens Anasztaszija Pavljucsenkova Sachia Vickery Kristina Mladenovic |
| Április 1.  | Abierto Monterrey Afirme Monterrey, Mexikó WTA International 250 000 $ – Kemény – 32E/32Q/16P                        | Asia Muhammad Maria Sanchez 7–6(2), 6–4                   | Monique Adamczak Jessica Moore                    | Angelique Kerber Magdaléna Rybáriková | Kirsten Flipkens Anasztaszija Pavljucsenkova Sachia Vickery Kristina Mladenovic |
| Április 8.  | Ladies Open Lugano Lugano, Svájc WTA International 250 000 $ – Salak – 32E/24Q/16P                                   | Polona Hercog 6–3, 3–6, 6–3                               | Iga Świątek                                       | Kristýna Plíšková Fiona Ferro         | Szvetlana Kuznyecova Vera Lapko Stefanie Vögele Veronyika Kugyermetova          |
| Április 8.  | Ladies Open Lugano Lugano, Svájc WTA International 250 000 $ – Salak – 32E/24Q/16P                                   | Sorana Cîrstea Andreea Mitu 1–6, 6–2, [10–8]              | Veronyika Kugyermetova Galina Voszkobojeva        | Kristýna Plíšková Fiona Ferro         | Szvetlana Kuznyecova Vera Lapko Stefanie Vögele Veronyika Kugyermetova          |
| Április 8.  | Claro Open Colsanitas Bogotá, Kolumbia WTA International 250 000 $ – Salak (Vörös) – 32E/24Q/16P                     | Amanda Anisimova 4–6, 6–4, 6–1                            | Astra Sharma                                      | Beatriz Haddad Maia Lara Arruabarrena | María Camila Osorio Serrano Sara Sorribes Tormo Tamara Zidanšek Sara Errani     |
| Április 8.  | Claro Open Colsanitas Bogotá, Kolumbia WTA International 250 000 $ – Salak (Vörös) – 32E/24Q/16P                     | Zoe Hives Astra Sharma 6–1, 6–2                           | Hayley Carter Ena Shibahara                       | Beatriz Haddad Maia Lara Arruabarrena | María Camila Osorio Serrano Sara Sorribes Tormo Tamara Zidanšek Sara Errani     |
| Április 15. | Fed-kupa világcsoport, elődöntők Rouen, Franciaország Brisbane, Ausztrália                                           | Az elődöntők győztesei Franciaország 3–2 · Ausztrália 3–2 | Az elődöntők vesztesei Románia · Fehéroroszország |                                       |                                                                                 |
| Április 22. | Porsche Tennis Grand Prix Stuttgart, Németország WTA Premier 886,077$ – Salak (Vörös) (f) – 28E/32Q/16P              | Petra Kvitová 6–3, 7–6(2)                                 | Anett Kontaveit                                   | Ószaka Naomi Kiki Bertens             | Donna Vekić Viktorija Azaranka Anastasija Sevastova Angelique Kerber            |
| Április 22. | Porsche Tennis Grand Prix Stuttgart, Németország WTA Premier 886,077$ – Salak (Vörös) (f) – 28E/32Q/16P              | Mona Barthel Anna-Lena Friedsam 2–6, 6–3, [10–6]          | Anasztaszija Pavljucsenkova Lucie Šafářová        | Ószaka Naomi Kiki Bertens             | Donna Vekić Viktorija Azaranka Anastasija Sevastova Angelique Kerber            |
| Április 22. | Istanbul Cup Isztambul, Törökország WTA International 250 000 $ – Salak – 32E/24Q/16P                                | Petra Martić 1–6, 6–4, 6–1                                | Markéta Vondroušová                               | Barbora Strýcová Margarita Gaszparjan | Lara Arruabarrena Jelena Ribakina Kristina Mladenovic Veronyika Kugyermetova    |
| Április 22. | Istanbul Cup Isztambul, Törökország WTA International 250 000 $ – Salak – 32E/24Q/16P                                | Babos Tímea Kristina Mladenovic 6–1, 6–0                  | Alexa Guarachi Sabrina Santamaria                 | Barbora Strýcová Margarita Gaszparjan | Lara Arruabarrena Jelena Ribakina Kristina Mladenovic Veronyika Kugyermetova    |
| Április 29. | J&T Banka Prague Open Prága, Csehország WTA International 250 000 $ – Salak – 32E/32Q/16P                            | Jil Teichmann 7–6(5), 3–6, 6–4                            | Karolína Muchová                                  | Barbora Strýcová Bernarda Pera        | Kateřina Siniaková Tamara Korpatsch Vang Csiang Natalja Vihljanceva             |
| Április 29. | J&T Banka Prague Open Prága, Csehország WTA International 250 000 $ – Salak – 32E/32Q/16P                            | Anna Kalinszkaja Viktória Kužmová 4–6, 7–5, [10–7]        | Nicole Melichar Květa Peschke                     | Barbora Strýcová Bernarda Pera        | Kateřina Siniaková Tamara Korpatsch Vang Csiang Natalja Vihljanceva             |
| Április 29. | Grand Prix de SAR La Princesse Lalla Meryem Rabat, Marokkó WTA International 250 000 $ – Salak (Vörös) – 32E/32Q/16P | María Szákari 2–6, 6–4, 6–1                               | Konta Johanna                                     | Alison Van Uytvanck Ajla Tomljanović  | Elise Mertens Ysaline Bonaventure Rebecca Peterson Hszie Su-vej                 |
| Április 29. | Grand Prix de SAR La Princesse Lalla Meryem Rabat, Marokkó WTA International 250 000 $ – Salak (Vörös) – 32E/32Q/16P | María José Martínez Sánchez Sara Sorribes Tormo 7–5, 6–1  | Georgina García Pérez Okszana Kalasnikova         | Alison Van Uytvanck Ajla Tomljanović  | Elise Mertens Ysaline Bonaventure Rebecca Peterson Hszie Su-vej                 |

### Május
| Kezdés              | Torna | Győztesek                                          | Ellenfelek a döntőben            | Elődöntősök                       | Negyeddöntősök                                                            |
| ------------------- | --- | -------------------------------------------------- | -------------------------------- | --------------------------------- | ------------------------------------------------------------------------- |
| Május 6.            | Mutua Madrid Open Madrid, Spanyolország WTA Premier Mandatory 7 021 128$ – Salak (Vörös) – 64E/32Q/28P                     | Kiki Bertens 6–4, 6–4                              | Simona Halep                     | Belinda Bencic Sloane Stephens    | Ószaka Naomi Ashleigh Barty Petra Martić Petra Kvitová                    |
| Május 6.            | Mutua Madrid Open Madrid, Spanyolország WTA Premier Mandatory 7 021 128$ – Salak (Vörös) – 64E/32Q/28P                     | Hszie Su-vej Barbora Strýcová 6–3, 6–1             | Gabriela Dabrowski Hszü Ji-fan   | Belinda Bencic Sloane Stephens    | Ószaka Naomi Ashleigh Barty Petra Martić Petra Kvitová                    |
| Május 13.           | Internazionali BNL d'Italia Róma, Olaszország WTA Premier 5 3 452 538$ – Salak (Vörös) – 56E/32Q/28P                       | Karolína Plíšková 6–3, 6–4                         | Konta Johanna                    | Kiki Bertens María Szákari        | Ószaka Naomi Markéta Vondroušová Viktorija Azaranka Kristina Mladenovic   |
| Május 13.           | Internazionali BNL d'Italia Róma, Olaszország WTA Premier 5 3 452 538$ – Salak (Vörös) – 56E/32Q/28P                       | Viktorija Azaranka Ashleigh Barty 4–6, 6–0, [10–3] | Anna-Lena Grönefeld Demi Schuurs | Kiki Bertens María Szákari        | Ószaka Naomi Markéta Vondroušová Viktorija Azaranka Kristina Mladenovic   |
| Május 20.           | Internationaux de Strasbourg Strasbourg, Franciaország WTA International 250 000 $ – Salak (Vörös) – 32E/24Q/16P           | Dajana Jasztremszka 6–4, 5–7, 7–6(3)               | Caroline Garcia                  | Chloé Paquet Arina Szabalenka     | Daria Gavrilova Marta Kosztyuk Fiona Ferro Mónica Puig                    |
| Május 20.           | Internationaux de Strasbourg Strasbourg, Franciaország WTA International 250 000 $ – Salak (Vörös) – 32E/24Q/16P           | Daria Gavrilova Ellen Perez 6–4, 6–3               | Tuan Jing-jing Han Hszin-jün     | Chloé Paquet Arina Szabalenka     | Daria Gavrilova Marta Kosztyuk Fiona Ferro Mónica Puig                    |
| Május 20.           | Nürnberger Versicherungscup Nürnberg, Németország WTA International 250 000 $ – Salak (Vörös) – 32E/24Q/16P                | Julija Putyinceva 4–6, 6–4, 6–2                    | Tamara Zidanšek                  | Sorana Cîrstea Kateřina Siniaková | Anna-Lena Friedsam Nina Stojanović Veronyika Kugyermetova Madison Brengle |
| Május 20.           | Nürnberger Versicherungscup Nürnberg, Németország WTA International 250 000 $ – Salak (Vörös) – 32E/24Q/16P                | Gabriela Dabrowski Hszü Ji-fan 4–6, 7–6(5), [10–5] | Sharon Fichman Nicole Melichar   | Sorana Cîrstea Kateřina Siniaková | Anna-Lena Friedsam Nina Stojanović Veronyika Kugyermetova Madison Brengle |
| Május 27. Június 3. | Roland Garros Párizs, Franciaország Grand Slam 14 712 000 $ – Salak (Vörös) 128E/96Q/64P/32V Egyéni – Páros – Vegyes páros | Ashleigh Barty 6–1, 6–3                            | Markéta Vondroušová              | Amanda Anisimova Konta Johanna    | Madison Keys Simona Halep Sloane Stephens Petra Martić                    |
| Május 27. Június 3. | Roland Garros Párizs, Franciaország Grand Slam 14 712 000 $ – Salak (Vörös) 128E/96Q/64P/32V Egyéni – Páros – Vegyes páros | Babos Tímea Kristina Mladenovic 6–2, 6–3           | Tuan Jing-jing Cseng Szaj-szaj   | Amanda Anisimova Konta Johanna    | Madison Keys Simona Halep Sloane Stephens Petra Martić                    |
| Május 27. Június 3. | Roland Garros Párizs, Franciaország Grand Slam 14 712 000 $ – Salak (Vörös) 128E/96Q/64P/32V Egyéni – Páros – Vegyes páros | Latisha Chan Ivan Dodig 6–1, 7–6(5)                | Gabriela Dabrowski Mate Pavić    | Amanda Anisimova Konta Johanna    | Madison Keys Simona Halep Sloane Stephens Petra Martić                    |

### Június
| Kezdés     | Torna                                                                                          | Győztesek                                         | Ellenfelek a döntőben                           | Elődöntősök                            | Negyeddöntősök                                                              |
| ---------- | ---------------------------------------------------------------------------------------------- | ------------------------------------------------- | ----------------------------------------------- | -------------------------------------- | --------------------------------------------------------------------------- |
| Június 10. | Nature Valley Open Nottingham, Nagy-Britannia WTA International 250 000 $ – Fű – 32E/24Q/16P   | Caroline Garcia 2–6, 7–6(4), 7–6(4)               | Donna Vekić                                     | Jennifer Brady Tatjana Maria           | Elena-Gabriela Ruse María Szákari Ajla Tomljanović Kristina Mladenovic      |
| Június 10. | Nature Valley Open Nottingham, Nagy-Britannia WTA International 250 000 $ – Fű – 32E/24Q/16P   | Desirae Krawczyk Giuliana Olmos 7–6(5), 7–5       | Ellen Perez Arina Rodionova                     | Jennifer Brady Tatjana Maria           | Elena-Gabriela Ruse María Szákari Ajla Tomljanović Kristina Mladenovic      |
| Június 10. | Libema Open ’s-Hertogenbosch, Hollandia WTA International 250 000 $ – Fű – 32E/24Q/16P         | Alison Riske 0–6, 7–6(3), 7–5                     | Kiki Bertens                                    | Jelena Ribakina Veronyika Kugyermetova | Natalja Vihljanceva Kirsten Flipkens Jekatyerina Alekszandrova Greet Minnen |
| Június 10. | Libema Open ’s-Hertogenbosch, Hollandia WTA International 250 000 $ – Fű – 32E/24Q/16P         | Aojama Súko Aleksandra Krunić 7–5, 6–3            | Lesley Kerkhove Bibiane Schoofs                 | Jelena Ribakina Veronyika Kugyermetova | Natalja Vihljanceva Kirsten Flipkens Jekatyerina Alekszandrova Greet Minnen |
| Június 17. | Natura Valley Classic Birmingham, Nagy-Britannia WTA Premier 1 006 263$ – Fű – 32E/32Q/16P     | Ashleigh Barty 6–3, 7–5                           | Julia Görges                                    | Petra Martić Barbora Strýcová          | Julija Putyinceva Jeļena Ostapenko Kristýna Plíšková Venus Williams         |
| Június 17. | Natura Valley Classic Birmingham, Nagy-Britannia WTA Premier 1 006 263$ – Fű – 32E/32Q/16P     | Hszie Su-vej Barbora Strýcová 6–4, 6–7(4), [10–8] | Anna-Lena Grönefeld Demi Schuurs                | Petra Martić Barbora Strýcová          | Julija Putyinceva Jeļena Ostapenko Kristýna Plíšková Venus Williams         |
| Június 17. | Mallorca Open Mallorca, Spanyolország WTA International 250 000 $ – Fű – 32E/24Q/16P           | Sofia Kenin 6–7(2), 7–6(5), 6–4                   | Belinda Bencic                                  | Angelique Kerber Anastasija Sevastova  | Caroline Garcia Amanda Anisimova Elise Mertens Vang Ja-fan                  |
| Június 17. | Mallorca Open Mallorca, Spanyolország WTA International 250 000 $ – Fű – 32E/24Q/16P           | Kirsten Flipkens Johanna Larsson 6–2, 6–4         | María José Martínez Sánchez Sara Sorribes Tormo | Angelique Kerber Anastasija Sevastova  | Caroline Garcia Amanda Anisimova Elise Mertens Vang Ja-fan                  |
| Június 24. | Nature Valley International Eastbourne, Nagy Britannia WTA Premier 998 712$ – Fű – 48E/24Q/16P | Karolína Plíšková 6–1, 6–4                        | Angelique Kerber                                | Unsz Dzsábir Kiki Bertens              | Alizé Cornet Simona Halep Arina Szabalenka Jekatyerina Alekszandrova        |
| Június 24. | Nature Valley International Eastbourne, Nagy Britannia WTA Premier 998 712$ – Fű – 48E/24Q/16P | Csan Hao-csing Latisha Chan 2–6, 6–3, [10–6]      | Kirsten Flipkens Bethanie Mattek-Sands          | Unsz Dzsábir Kiki Bertens              | Alizé Cornet Simona Halep Arina Szabalenka Jekatyerina Alekszandrova        |

### Július
| Kezdés              | Torna | Győztesek                                          | Ellenfelek a döntőben                  | Elődöntősök                         | Negyeddöntősök                                                           |
| ------------------- | --- | -------------------------------------------------- | -------------------------------------- | ----------------------------------- | ------------------------------------------------------------------------ |
| Július 1. Július 8. | Wimbledon London, Nagy-Britannia Grand Slam 38 000 000 £ – Fű 128E/96Q/64P/16Q/48V Egyéni – Páros – Vegyes páros | Simona Halep 6–2, 6–2                              | Serena Williams                        | Barbora Strýcová Elina Szvitolina   | Alison Riske Konta Johanna Karolína Muchová Csang Suaj                   |
| Július 1. Július 8. | Wimbledon London, Nagy-Britannia Grand Slam 38 000 000 £ – Fű 128E/96Q/64P/16Q/48V Egyéni – Páros – Vegyes páros | Hszie Su-vej Barbora Strýcová 6–2, 6–4             | Gabriela Dabrowski Hszü Ji-fan         | Barbora Strýcová Elina Szvitolina   | Alison Riske Konta Johanna Karolína Muchová Csang Suaj                   |
| Július 1. Július 8. | Wimbledon London, Nagy-Britannia Grand Slam 38 000 000 £ – Fű 128E/96Q/64P/16Q/48V Egyéni – Páros – Vegyes páros | Ivan Dodig Latisha Chan 6–2, 6–3                   | Robert Lindstedt Jeļena Ostapenko      | Barbora Strýcová Elina Szvitolina   | Alison Riske Konta Johanna Karolína Muchová Csang Suaj                   |
| Július 15.          | Bucharest Open Bukarest, Románia WTA International 250 000 $ – Salak (Vörös) – 32E/32Q/16P                       | Jelena Ribakina 6–2, 6–0                           | Patricia Maria Țig                     | Laura Siegemund Martina Di Giuseppe | Kristýna Plíšková Irina-Camelia Begu Barbora Krejčíková Viktória Kužmová |
| Július 15.          | Bucharest Open Bukarest, Románia WTA International 250 000 $ – Salak (Vörös) – 32E/32Q/16P                       | Viktória Kužmová Kristýna Plíšková 6–4, 7–6(3)     | Jaqueline Cristian Elena-Gabriela Ruse | Laura Siegemund Martina Di Giuseppe | Kristýna Plíšková Irina-Camelia Begu Barbora Krejčíková Viktória Kužmová |
| Július 15.          | Ladies Open Lausanne Lausanne, Svájc WTA International 250 000 $ – Salak (Vörös) – 32E/24Q/16P                   | Fiona Ferro 6–1, 2–6, 6–1                          | Alizé Cornet                           | Tamara Korpatsch Bernarda Pera      | Jil Teichmann Natalja Vihljanceva Samantha Stosur Han Hszin-jün          |
| Július 15.          | Ladies Open Lausanne Lausanne, Svájc WTA International 250 000 $ – Salak (Vörös) – 32E/24Q/16P                   | Anasztaszija Potapova Jana Szizikova 6–2, 6–4      | Monique Adamczak Han Hszin-jün         | Tamara Korpatsch Bernarda Pera      | Jil Teichmann Natalja Vihljanceva Samantha Stosur Han Hszin-jün          |
| Július 22.          | Baltic Open Jūrmala, Lettország WTA International 250 000 $ – Salak (Vörös) – 32E/16Q/16P                        | Anastasija Sevastova 3–6, 7–5, 6–4                 | Katarzyna Kawa                         | Anasztaszija Potapova Bernarda Pera | Irina Bara Patricia Maria Țig Nina Stojanović Chloé Paquet               |
| Július 22.          | Baltic Open Jūrmala, Lettország WTA International 250 000 $ – Salak (Vörös) – 32E/16Q/16P                        | Sharon Fichman Nina Stojanović 2–6, 7–6(1), [10–6] | Jeļena Ostapenko Galina Voszkobojeva   | Anasztaszija Potapova Bernarda Pera | Irina Bara Patricia Maria Țig Nina Stojanović Chloé Paquet               |
| Július 22.          | Palermo Ladies Cup Palermo, Olaszország WTA International 250 000 $ – Kemény – 32E/24Q/16P                       | Jil Teichmann 7–6(3), 6–2                          | Kiki Bertens                           | Paula Badosa Ljudmila Szamszonova   | Jasmine Paolini Arantxa Rus Fiona Ferro Anna-Lena Friedsam               |
| Július 22.          | Palermo Ladies Cup Palermo, Olaszország WTA International 250 000 $ – Kemény – 32E/24Q/16P                       | Cornelia Lister Renata Voráčová 7–6(2), 6–2        | Ekaterine Gorgodze Arantxa Rus         | Paula Badosa Ljudmila Szamszonova   | Jasmine Paolini Arantxa Rus Fiona Ferro Anna-Lena Friedsam               |
| Július 29.          | Silicon Valley Classic San José, Amerikai Egyesült Államok WTA Premier 876,183$ – Kemény – 28E/16Q/16P           | Cseng Szaj-szaj 6−3, 7−6(3)                        | Arina Szabalenka                       | María Szákari Donna Vekić           | Elina Szvitolina Amanda Anisimova Kristie Ahn Carla Suárez Navarro       |
| Július 29.          | Silicon Valley Classic San José, Amerikai Egyesült Államok WTA Premier 876,183$ – Kemény – 28E/16Q/16P           | Nicole Melichar Květa Peschke 6−4, 6−4             | Aojama Súko Ena Shibahara              | María Szákari Donna Vekić           | Elina Szvitolina Amanda Anisimova Kristie Ahn Carla Suárez Navarro       |
| Július 29.          | Citi Open Washington, Amerikai Egyesült Államok WTA International 250 000 $ – Kemény – 32E/16Q/16P               | Jessica Pegula 6–2, 6–2                            | Camila Giorgi                          | Caty McNally Anna Kalinszkaja       | Zarina Dias Hszie Su-vej Lauren Davis Kristina Mladenovic                |
| Július 29.          | Citi Open Washington, Amerikai Egyesült Államok WTA International 250 000 $ – Kemény – 32E/16Q/16P               | Cori Gauff Caty McNally 6–2, 6–2                   | Maria Sanchez Stollár Fanny            | Caty McNally Anna Kalinszkaja       | Zarina Dias Hszie Su-vej Lauren Davis Kristina Mladenovic                |

### Augusztus
| Kezdés                      | Torna | Győztesek                                                 | Ellenfelek a döntőben                 | Elődöntősök                     | Negyeddöntősök                                               |
| --------------------------- | --- | --------------------------------------------------------- | ------------------------------------- | ------------------------------- | ------------------------------------------------------------ |
| Augusztus 5.                | Rogers Cup Toronto, Kanada WTA Premier 5 2 830 000$ – Kemény – 56E/48Q/28P                                                  | Bianca Andreescu 3–1 feladta                              | Serena Williams                       | Sofia Kenin Marie Bouzková      | Elina Szvitolina Karolína Plíšková Simona Halep Ószaka Naomi |
| Augusztus 5.                | Rogers Cup Toronto, Kanada WTA Premier 5 2 830 000$ – Kemény – 56E/48Q/28P                                                  | Barbora Krejčíková Kateřina Siniaková 7–5, 6–0            | Anna-Lena Grönefeld Demi Schuurs      | Sofia Kenin Marie Bouzková      | Elina Szvitolina Karolína Plíšková Simona Halep Ószaka Naomi |
| Augusztus 12.               | Western & Southern Open Cincinnati, Amerikai Egyesült Államok WTA Premier 5 2 944 486$ – Kemény – 56E/48Q/28P               | Madison Keys 7–5, 7–6(5)                                  | Szvetlana Kuznyecova                  | Ashleigh Barty Sofia Kenin      | María Szákari Karolína Plíšková Venus Williams Ószaka Naomi  |
| Augusztus 12.               | Western & Southern Open Cincinnati, Amerikai Egyesült Államok WTA Premier 5 2 944 486$ – Kemény – 56E/48Q/28P               | Lucie Hradecká Andreja Klepač 6–4, 6–1                    | Anna-Lena Grönefeld Demi Schuurs      | Ashleigh Barty Sofia Kenin      | María Szákari Karolína Plíšková Venus Williams Ószaka Naomi  |
| Augusztus 19.               | Bronx Open New York, Amerikai Egyesült Államok WTA International 250 000$ – Kemény – 32E/48Q/16P                            | Magda Linette 5–7, 7–5, 6–4                               | Camila Giorgi                         | Vang Csiang Kateřina Siniaková  | Anna Blinkova Alizé Cornet Karolína Muchová Bernarda Pera    |
| Augusztus 19.               | Bronx Open New York, Amerikai Egyesült Államok WTA International 250 000$ – Kemény – 32E/48Q/16P                            | Darija Jurak María José Martínez Sánchez 7–5, 2–6, [10–7] | Margarita Gaszparjan Monica Niculescu | Vang Csiang Kateřina Siniaková  | Anna Blinkova Alizé Cornet Karolína Muchová Bernarda Pera    |
| Augusztus 26. Szeptember 2. | US Open New York, Amerikai Egyesült Államok Grand Slam 27 047 500$ – Kemény 128E/128Q/64P/32V Egyéni – Páros – Vegyes páros | Bianca Andreescu 6–3, 7–5                                 | Serena Williams                       | Belinda Bencic Elina Szvitolina | Donna Vekić Elise Mertens Konta Johanna Vang Csiang          |
| Augusztus 26. Szeptember 2. | US Open New York, Amerikai Egyesült Államok Grand Slam 27 047 500$ – Kemény 128E/128Q/64P/32V Egyéni – Páros – Vegyes páros | Elise Mertens Arina Szabalenka 7–5, 7–5                   | Viktorija Azaranka Ashleigh Barty     | Belinda Bencic Elina Szvitolina | Donna Vekić Elise Mertens Konta Johanna Vang Csiang          |
| Augusztus 26. Szeptember 2. | US Open New York, Amerikai Egyesült Államok Grand Slam 27 047 500$ – Kemény 128E/128Q/64P/32V Egyéni – Páros – Vegyes páros | Bethanie Mattek-Sands Jamie Murray 6–2, 6–3               | Csan Hao-csing Michael Venus          | Belinda Bencic Elina Szvitolina | Donna Vekić Elise Mertens Konta Johanna Vang Csiang          |

### Szeptember
| Kezdés         | Torna                                                                                 | Győztesek                                             | Ellenfelek a döntőben                | Elődöntősök                               | Negyeddöntősök                                                       |
| -------------- | ------------------------------------------------------------------------------------- | ----------------------------------------------------- | ------------------------------------ | ----------------------------------------- | -------------------------------------------------------------------- |
| Szeptember 9.  | Zhengzhou Open Csengcsou, Kína WTA Premier 1 000 000$ – Kemény – 28E/32Q/16P          | Karolína Plíšková 6–3, 6–2                            | Petra Martić                         | Ajla Tomljanović Kristina Mladenovic      | Sofia Kenin Cseng Szaj-szaj Arina Szabalenka Elina Szvitolina        |
| Szeptember 9.  | Zhengzhou Open Csengcsou, Kína WTA Premier 1 000 000$ – Kemény – 28E/32Q/16P          | Nicole Melichar Květa Peschke 6–1, 7–6(2)             | Yanina Wickmayer Tamara Zidanšek     | Ajla Tomljanović Kristina Mladenovic      | Sofia Kenin Cseng Szaj-szaj Arina Szabalenka Elina Szvitolina        |
| Szeptember 9.  | Japan Women's Open Hirosima, Japán WTA International 250 000 $ – Kemény – 32E/32Q/16P | Hibino Nao 6–3, 6–2                                   | Doi Miszaki                          | Mihaela Buzărnescu Veronyika Kugyermetova | Hszie Su-vej Alison Van Uytvanck Sara Sorribes Tormo Laura Siegemund |
| Szeptember 9.  | Japan Women's Open Hirosima, Japán WTA International 250 000 $ – Kemény – 32E/32Q/16P | Doi Miszaki Hibino Nao 3–6, 6–4, [10–4]               | Christina McHale Valerija Szavinih   | Mihaela Buzărnescu Veronyika Kugyermetova | Hszie Su-vej Alison Van Uytvanck Sara Sorribes Tormo Laura Siegemund |
| Szeptember 9.  | Jiangxi Open Nancsang, Kína WTA International 250 000 $ – Kemény – 32E/24Q/16P        | Rebecca Peterson 6–2, 6–0                             | Jelena Ribakina                      | Peng Suaj Nina Stojanović                 | Csu Lin Viktorija Golubic Magda Linette Katerina Kozlova             |
| Szeptember 9.  | Jiangxi Open Nancsang, Kína WTA International 250 000 $ – Kemény – 32E/24Q/16P        | Vang Hszin-jü Csu Lin 6–2, 7–6(5)                     | Peng Suaj Csang Suaj                 | Peng Suaj Nina Stojanović                 | Csu Lin Viktorija Golubic Magda Linette Katerina Kozlova             |
| Szeptember 16. | Toray Pan Pacific Open Oszaka, Japán WTA Premier 823 000$ – Kemény – 28E/32Q/16P      | Ószaka Naomi 6–2, 6–3                                 | Anasztaszija Pavljucsenkova          | Elise Mertens Angelique Kerber            | Julija Putyinceva Camila Giorgi Madison Keys Doi Miszaki             |
| Szeptember 16. | Toray Pan Pacific Open Oszaka, Japán WTA Premier 823 000$ – Kemény – 28E/32Q/16P      | Csan Hao-csing Latisha Chan 7–5, 7–5                  | Hszie Su-vej Hsieh Yu-chieh          | Elise Mertens Angelique Kerber            | Julija Putyinceva Camila Giorgi Madison Keys Doi Miszaki             |
| Szeptember 16. | Korea Open Szöul, Dél-Korea WTA International 250 000 $ – Kemény – 32E/24Q/16P        | Karolína Muchová 6–1, 6–1                             | Magda Linette                        | Vang Ja-fan Jekatyerina Alekszandrova     | Paula Badosa Priscilla Hon Kirsten Flipkens Kristie Ahn              |
| Szeptember 16. | Korea Open Szöul, Dél-Korea WTA International 250 000 $ – Kemény – 32E/24Q/16P        | Lara Arruabarrena Tatjana Maria 7–6(7), 3–6, [10–7]   | Hayley Carter Luisa Stefani          | Vang Ja-fan Jekatyerina Alekszandrova     | Paula Badosa Priscilla Hon Kirsten Flipkens Kristie Ahn              |
| Szeptember 16. | Guangzhou Open Kanton, Kína WTA International 500 000 $ – Kemény – 32E/24Q/16P        | Sofia Kenin 6–7(4), 6–4, 6–2                          | Samantha Stosur                      | Anna Blinkova Viktorija Golubic           | Marie Bouzková Jasmine Paolini Csang Suaj Nina Stojanović            |
| Szeptember 16. | Guangzhou Open Kanton, Kína WTA International 500 000 $ – Kemény – 32E/24Q/16P        | Peng Suaj Laura Siegemund 6–2, 6–1                    | Alexa Guarachi Giuliana Olmos        | Anna Blinkova Viktorija Golubic           | Marie Bouzková Jasmine Paolini Csang Suaj Nina Stojanović            |
| Szeptember 23. | Wuhan Open Vuhan, Kína WTA Premier 5 2 828 000$ – Kemény – 56E/32Q/28P                | Arina Szabalenka 6–3, 3–6, 6–1                        | Alison Riske                         | Ashleigh Barty Petra Kvitová              | Petra Martić Jelena Ribakina Elina Szvitolina Dajana Jasztremszka    |
| Szeptember 23. | Wuhan Open Vuhan, Kína WTA Premier 5 2 828 000$ – Kemény – 56E/32Q/28P                | Tuan Jing-jing Veronyika Kugyermetova 7–6(3), 6–2     | Elise Mertens Arina Szabalenka       | Ashleigh Barty Petra Kvitová              | Petra Martić Jelena Ribakina Elina Szvitolina Dajana Jasztremszka    |
| Szeptember 23. | Tashkent Open Taskent, Üzbegisztán WTA International 250 000 $ – Kemény – 32E/16Q/16P | Alison Van Uytvanck 6–2, 4–6, 6–4                     | Sorana Cîrstea                       | Kristýna Plíšková Katarina Zavacka        | Viktória Kužmová Pauline Parmentier Anna Kalinszkaja Danka Kovinić   |
| Szeptember 23. | Tashkent Open Taskent, Üzbegisztán WTA International 250 000 $ – Kemény – 32E/16Q/16P | Hayley Carter Luisa Stefani 6–3, 7–6(4)               | Dalila Jakupović Sabrina Santamaria  | Kristýna Plíšková Katarina Zavacka        | Viktória Kužmová Pauline Parmentier Anna Kalinszkaja Danka Kovinić   |
| Szeptember 30. | China Open Peking, Kína WTA Premier Mandatory 8 285 274$ – Kemény – 60E/32Q/28P       | Ószaka Naomi 3–6, 6–3, 6–2                            | Ashleigh Barty                       | Kiki Bertens Caroline Wozniacki           | Petra Kvitová Elina Szvitolina Bianca Andreescu Darja Kaszatkina     |
| Szeptember 30. | China Open Peking, Kína WTA Premier Mandatory 8 285 274$ – Kemény – 60E/32Q/28P       | Sofia Kenin Bethanie Mattek-Sands 6–3, 6–7(5), [10–7] | Jeļena Ostapenko Dajana Jasztremszka | Kiki Bertens Caroline Wozniacki           | Petra Kvitová Elina Szvitolina Bianca Andreescu Darja Kaszatkina     |

### Október
| Kezdés      | Torna                                                                                               | Győztesek                                      | Ellenfelek a döntőben                  | Elődöntősök                               | Negyeddöntősök |
| ----------- | --------------------------------------------------------------------------------------------------- | ---------------------------------------------- | -------------------------------------- | ----------------------------------------- | --- |
| Október 7.  | Tianjin Open Tiencsin, Kína WTA International 250 000 $ – Kemény – 32E/24Q/16P                      | Rebecca Peterson 6–4, 6–4                      | Heather Watson                         | Unsz Dzsábir Veronyika Kugyermetova       | Julija Putyinceva Vang Ja-fan Dajana Jasztremszka Magda Linette                                                                      |
| Október 7.  | Tianjin Open Tiencsin, Kína WTA International 250 000 $ – Kemény – 32E/24Q/16P                      | Aojama Súko Sibahara Ena 6–3, 7–5              | Hibino Nao Kato Miju                   | Unsz Dzsábir Veronyika Kugyermetova       | Julija Putyinceva Vang Ja-fan Dajana Jasztremszka Magda Linette                                                                      |
| Október 7.  | Ladies Linz Linz, Ausztria WTA International 250 000 $ – Kemény (f) – 32E/32Q/16P                   | Cori Gauff 6–3, 1–6, 6–2                       | Jeļena Ostapenko                       | Andrea Petković Jekatyerina Alekszandrova | Kiki Bertens Viktória Kužmová Kristina Mladenovic Jelena Ribakina                                                                    |
| Október 7.  | Ladies Linz Linz, Ausztria WTA International 250 000 $ – Kemény (f) – 32E/32Q/16P                   | Barbora Krejčíková Kateřina Siniaková 6–4, 6–3 | Barbara Haas Xenia Knoll               | Andrea Petković Jekatyerina Alekszandrova | Kiki Bertens Viktória Kužmová Kristina Mladenovic Jelena Ribakina                                                                    |
| Október 14. | Kremlin Cup Moszkva, Oroszország WTA Premier 1 032 000 $ – Kemény (f) – 28E/32Q/16P                 | Belinda Bencic 3–6, 6–1, 6–1                   | Anasztaszija Pavljucsenkova            | Karolína Muchová Kristina Mladenovic      | Veronyika Kugyermetova Jekatyerina Alekszandrova Kirsten Flipkens Kiki Bertens                                                       |
| Október 14. | Kremlin Cup Moszkva, Oroszország WTA Premier 1 032 000 $ – Kemény (f) – 28E/32Q/16P                 | Aojama Súko Sibahara Ena 6-2, 6-1              | Kirsten Flipkens Bethanie Mattek-Sands | Karolína Muchová Kristina Mladenovic      | Veronyika Kugyermetova Jekatyerina Alekszandrova Kirsten Flipkens Kiki Bertens                                                       |
| Október 14. | BGL Luxembourg Open Luxembourg, Luxemburg WTA International 250 000 $ – Kemény (f) – 32E/32Q/16P    | Jeļena Ostapenko 6–4, 6–1                      | Julia Görges                           | Anna Blinkova Jelena Ribakina             | Antonia Lottner Margarita Gaszparjan Laura Siegemund Mónica Puig                                                                     |
| Október 14. | BGL Luxembourg Open Luxembourg, Luxemburg WTA International 250 000 $ – Kemény (f) – 32E/32Q/16P    | Cori Gauff Caty McNally 6–2, 6–2               | Kaitlyn Christian Alexa Guarachi       | Anna Blinkova Jelena Ribakina             | Antonia Lottner Margarita Gaszparjan Laura Siegemund Mónica Puig                                                                     |
| Október 22. | WTA Elite Trophy Csuhaj, Kína Év végi bajnokság 2 419 844 $ – Kemény (f) – 12E (KM)/6P (KM)         | Arina Szabalenka 6–4, 6–2                      | Kiki Bertens                           | Cseng Szaj-szaj Karolína Muchová          | Körmérkőzéses szakasz Dajana Jasztremszka Donna Vekić Sofia Kenin Alison Riske Petra Martić Madison Keys Elise Mertens María Szákari |
| Október 22. | WTA Elite Trophy Csuhaj, Kína Év végi bajnokság 2 419 844 $ – Kemény (f) – 12E (KM)/6P (KM)         | Ljudmila Kicsenok Andreja Klepač 6–3, 6–3      | Tuan Jing-jing Jang Csao-hszüan        | Cseng Szaj-szaj Karolína Muchová          | Körmérkőzéses szakasz Dajana Jasztremszka Donna Vekić Sofia Kenin Alison Riske Petra Martić Madison Keys Elise Mertens María Szákari |
| Október 27. | 2019-es WTA Finals Sencsen, Kína Év végi világbajnokság 14 000 000 $ – Kemény (f) – 8E (KM)/8P (KM) | Ashleigh Barty 6–4, 6–3                        | Elina Szvitolina                       | Karolína Plíšková Belinda Bencic          | Körmérkőzés Kiki Bertens Ószaka Naomi Petra Kvitová Simona Halep Bianca Andreescu Sofia Kenin                                        |
| Október 27. | 2019-es WTA Finals Sencsen, Kína Év végi világbajnokság 14 000 000 $ – Kemény (f) – 8E (KM)/8P (KM) | Babos Tímea Kristina Mladenovic 6–1, 6–3       | Hszie Su-vej Barbora Strýcová          | Karolína Plíšková Belinda Bencic          | Körmérkőzés Kiki Bertens Ószaka Naomi Petra Kvitová Simona Halep Bianca Andreescu Sofia Kenin                                        |

### November
| Kezdés         | Torna                                     | Győztes             | Ellenfél a döntőben | Elődöntősök | Negyeddöntősök |
| -------------- | ----------------------------------------- | ------------------- | ------------------- | ----------- | -------------- |
| November 9–10. | Fed-kupa döntő Perth, Ausztrália – Kemény | Franciaország · 3–2 | Ausztrália          |             |                |

### Törölt torna
| Eredeti időpont | Torna                                                                      | Győztesek                             | Ellenfelek a döntőben                 | Elődöntősök | Negyeddöntősök |
| --------------- | -------------------------------------------------------------------------- | ------------------------------------- | ------------------------------------- | ----------- | -------------- |
| október 7.      | Hong Kong Open Hongkong WTA International 750 000 $ – Kemény – 32E/24Q/16P | Törölve a hongkongi zavargások miatt. | Törölve a hongkongi zavargások miatt. | vs          | vs             |
| október 7.      | Hong Kong Open Hongkong WTA International 750 000 $ – Kemény – 32E/24Q/16P | / vs /                                |                                       | vs          | vs             |

## Statisztika
Az alábbi táblázat az egyéniben (E), párosban (P) és vegyes párosban (V) elért győzelmek számát mutatja játékosonként, illetve országonként. Az oszlopokban a feltüntetett színekkel vannak elkülönítve egymástól a Grand Slam-tornák, az év végi bajnokságok (WTA Finals és WTA Elite Trophy), a Premier tornák (Premier Mandatory, Premier 5, Premier) és az International tornák.
A játékosok/országok sorrendjét a következők határozzák meg: 1. győzelmek száma (azonos nemzetbeliek által megszerzett páros győzelem csak egyszer számít); 2. torna rangja (a táblázat szerinti sorrendben); 3. versenyszám (egyéni – páros – vegyes páros); 4. ábécésorrend.
| Grand Slam tornák     |
| Évvégi bajnokságok    |
| WTA Premier Mandatory |
| WTA Premier 5         |
| WTA Premier           |
| WTA International     |

### Győzelmek játékosonként
| Össz | Játékos                           | E | P | V | E | P | E | P | E | P | E | P | E | P | E | P | V |
| ---- | --------------------------------- | - | - | - | - | - | - | - | - | - | - | - | - | - | - | - | - |
| 6    | Arina Szabalenka (BLR)            |   | ● |   | ● |   |   | ● | ● |   |   |   | ● |   | 3 | 3 | 0 |
| 6    | Latisha Chan (TPE)                |   |   | ● |   |   |   |   |   |   |   | ● |   | ● | 0 | 4 | 2 |
| 5    | Ashleigh Barty (AUS)              | ● |   |   | ● |   | ● |   |   | ● | ● |   |   |   | 4 | 1 | 0 |
| 5    | Sofia Kenin (USA)                 |   |   |   |   |   |   | ● |   |   |   |   | ● | ● | 3 | 2 | 0 |
| 4    | Elise Mertens (BEL)               |   | ● |   |   |   |   | ● |   |   | ● |   |   |   | 1 | 3 | 0 |
| 4    | Arina Szabalenka (BLR)            |   | ● |   |   |   |   | ● |   |   |   |   | ● |   | 1 | 3 | 0 |
| 4    | Hszie Su-vej (TPE)                |   | ● |   |   |   |   | ● |   | ● |   | ● |   |   | 0 | 4 | 0 |
| 4    | Barbora Strýcová (CZE)            |   | ● |   |   |   |   | ● |   | ● |   | ● |   |   | 0 | 4 | 0 |
| 4    | Karolína Plíšková (CZE)           |   |   |   |   |   |   |   | ● |   | ● |   |   |   | 4 | 0 | 0 |
| 4    | Csan Hao-csing (TPE)              |   |   |   |   |   |   |   |   |   |   | ● |   | ● | 0 | 4 | 0 |
| 3    | Bianca Andreescu (CAN)            | ● |   |   |   |   | ● |   | ● |   |   |   |   |   | 3 | 0 | 0 |
| 3    | Ószaka Naomi (JPN)                | ● |   |   |   |   | ● |   |   |   | ● |   |   |   | 3 | 0 | 0 |
| 3    | Babos Tímea (HUN)                 |   | ● |   |   | ● |   |   |   |   |   |   |   | ● | 0 | 3 | 0 |
| 3    | Kristina Mladenovic (FRA)         |   | ● |   |   | ● |   |   |   |   |   |   |   | ● | 0 | 3 | 0 |
| 3    | Barbora Krejčíková (CZE)          |   |   | ● |   |   |   |   |   | ● |   |   |   | ● | 0 | 2 | 1 |
| 3    | Kateřina Siniaková (CZE)          |   |   |   |   |   |   |   |   | ● |   | ● |   | ● | 0 | 3 | 0 |
| 3    | Nicole Melichar (USA)             |   |   |   |   |   |   |   |   |   |   | ● |   |   | 0 | 3 | 0 |
| 3    | Květa Peschke (CZE)               |   |   |   |   |   |   |   |   |   |   | ● |   |   | 0 | 3 | 0 |
| 3    | Aojama Súko (JPN)                 |   |   |   |   |   |   |   |   |   |   | ● |   | ● | 0 | 3 | 0 |
| 3    | Cori Gauff (USA)                  |   |   |   |   |   |   |   |   |   |   |   | ● | ● | 1 | 2 | 0 |
| 2    | Bethanie Mattek-Sands (USA)       |   |   | ● |   |   |   | ● |   |   |   |   |   |   | 0 | 1 | 1 |
| 2    | Andreja Klepač (SLO)              |   |   |   |   | ● |   |   |   | ● |   |   |   |   | 0 | 2 | 0 |
| 2    | Kiki Bertens (NED)                |   |   |   |   |   | ● |   |   |   | ● |   |   |   | 2 | 0 | 0 |
| 2    | Belinda Bencic (SUI)              |   |   |   |   |   |   |   | ● |   | ● |   |   |   | 2 | 0 | 0 |
| 2    | Madison Keys (USA)                |   |   |   |   |   |   |   | ● |   | ● |   |   |   | 2 | 0 | 0 |
| 2    | Viktorija Azaranka (BLR)          |   |   |   |   |   |   |   |   | ● |   |   |   | ● | 0 | 2 | 0 |
| 2    | Petra Kvitová (CZE)               |   |   |   |   |   |   |   |   |   | ● |   |   |   | 2 | 0 | 0 |
| 2    | Cseng Szaj-szaj (CHN)             |   |   |   |   |   |   |   |   |   | ● |   |   | ● | 1 | 1 | 0 |
| 2    | Aleksandra Krunić (SRB)           |   |   |   |   |   |   |   |   |   |   | ● |   | ● | 0 | 2 | 0 |
| 2    | Sibahara Ena (JPN)                |   |   |   |   |   |   |   |   |   |   | ● |   | ● | 0 | 2 | 0 |
| 2    | Rebecca Peterson (SWE)            |   |   |   |   |   |   |   |   |   |   |   | ● |   | 2 | 0 | 0 |
| 2    | Jil Teichmann (SUI)               |   |   |   |   |   |   |   |   |   |   |   | ● |   | 2 | 0 | 0 |
| 2    | Alison Van Uytvanck (BEL)         |   |   |   |   |   |   |   |   |   |   |   | ● |   | 2 | 0 | 0 |
| 2    | Dajana Jasztremszka (UKR)         |   |   |   |   |   |   |   |   |   |   |   | ● |   | 2 | 0 | 0 |
| 2    | Hibino Nao (JPN)                  |   |   |   |   |   |   |   |   |   |   |   | ● | ● | 1 | 1 | 0 |
| 2    | Viktória Kužmová (SVK)            |   |   |   |   |   |   |   |   |   |   |   |   | ● | 0 | 2 | 0 |
| 2    | María José Martínez Sánchez (ESP) |   |   |   |   |   |   |   |   |   |   |   |   | ● | 0 | 2 | 0 |
| 2    | Caty McNally (USA)                |   |   |   |   |   |   |   |   |   |   |   |   | ● | 0 | 2 | 0 |
| 2    | Peng Suaj (CHN)                   |   |   |   |   |   |   |   |   |   |   |   |   | ● | 0 | 2 | 0 |
| 1    | Simona Halep (ROU)                | ● |   |   |   |   |   |   |   |   |   |   |   |   | 1 | 0 | 0 |
| 1    | Samantha Stosur (AUS)             |   | ● |   |   |   |   |   |   |   |   |   |   |   | 0 | 1 | 0 |
| 1    | Csang Suaj (CHN)                  |   | ● |   |   |   |   |   |   |   |   |   |   |   | 0 | 1 | 0 |
| 1    | Ljudmila Kicsenok (UKR)           |   |   |   |   | ● |   |   |   |   |   |   |   |   | 0 | 1 | 0 |
| 1    | Tuan Jing-jing (CHN)              |   |   |   |   |   |   |   |   | ● |   |   |   |   | 0 | 1 | 0 |
| 1    | Lucie Hradecká (CZE)              |   |   |   |   |   |   |   |   | ● |   |   |   |   | 0 | 1 | 0 |
| 1    | Veronyika Kugyermetova (RUS)      |   |   |   |   |   |   |   |   | ● |   |   |   |   | 0 | 1 | 0 |
| 1    | Mona Barthel (GER)                |   |   |   |   |   |   |   |   |   |   | ● |   |   | 0 | 1 | 0 |
| 1    | Anna-Lena Friedsam (GER)          |   |   |   |   |   |   |   |   |   |   | ● |   |   | 0 | 1 | 0 |
| 1    | Margarita Gaszparjan (RUS)        |   |   |   |   |   |   |   |   |   |   | ● |   |   | 0 | 1 | 0 |
| 1    | Anna-Lena Grönefeld (GER)         |   |   |   |   |   |   |   |   |   |   | ● |   |   | 0 | 1 | 0 |
| 1    | Jekatyerina Makarova (RUS)        |   |   |   |   |   |   |   |   |   |   | ● |   |   | 0 | 1 | 0 |
| 1    | Alicja Rosolska (POL)             |   |   |   |   |   |   |   |   |   |   | ● |   |   | 0 | 1 | 0 |
| 1    | Amanda Anisimova (USA)            |   |   |   |   |   |   |   |   |   |   |   | ● |   | 1 | 0 | 0 |
| 1    | Fiona Ferro (FRA)                 |   |   |   |   |   |   |   |   |   |   |   | ● |   | 1 | 0 | 0 |
| 1    | Caroline Garcia (FRA)             |   |   |   |   |   |   |   |   |   |   |   | ● |   | 1 | 0 | 0 |
| 1    | Julia Görges (GER)                |   |   |   |   |   |   |   |   |   |   |   | ● |   | 1 | 0 | 0 |
| 1    | Polona Hercog (SLO)               |   |   |   |   |   |   |   |   |   |   |   | ● |   | 1 | 0 | 0 |
| 1    | Magda Linette (POL)               |   |   |   |   |   |   |   |   |   |   |   | ● |   | 1 | 0 | 0 |
| 1    | Petra Martić (CRO)                |   |   |   |   |   |   |   |   |   |   |   | ● |   | 1 | 0 | 0 |
| 1    | Karolína Muchová (CZE)            |   |   |   |   |   |   |   |   |   |   |   | ● |   | 1 | 0 | 0 |
| 1    | Garbiñe Muguruza (ESP)            |   |   |   |   |   |   |   |   |   |   |   | ● |   | 1 | 0 | 0 |
| 1    | Jeļena Ostapenko (LAT)            |   |   |   |   |   |   |   |   |   |   |   | ● |   | 1 | 0 | 0 |
| 1    | Jessica Pegula (USA)              |   |   |   |   |   |   |   |   |   |   |   | ● |   | 1 | 0 | 0 |
| 1    | Julija Putyinceva (KAZ)           |   |   |   |   |   |   |   |   |   |   |   | ● |   | 1 | 0 | 0 |
| 1    | Jelena Ribakina (KAZ)             |   |   |   |   |   |   |   |   |   |   |   | ● |   | 1 | 0 | 0 |
| 1    | Alison Riske (USA)                |   |   |   |   |   |   |   |   |   |   |   | ● |   | 1 | 0 | 0 |
| 1    | María Szákari (GRE)               |   |   |   |   |   |   |   |   |   |   |   | ● |   | 1 | 0 | 0 |
| 1    | Anastasija Sevastova (LAT)        |   |   |   |   |   |   |   |   |   |   |   | ● |   | 1 | 0 | 0 |
| 1    | Vang Ja-fan (CHN)                 |   |   |   |   |   |   |   |   |   |   |   | ● |   | 1 | 0 | 0 |
| 1    | Jekatyerina Alekszandrova (RUS)   |   |   |   |   |   |   |   |   |   |   |   |   | ● | 0 | 1 | 0 |
| 1    | Lara Arruabarrena (ESP)           |   |   |   |   |   |   |   |   |   |   |   |   | ● | 0 | 1 | 0 |
| 1    | Irina-Camelia Begu (ROU)          |   |   |   |   |   |   |   |   |   |   |   |   | ● | 0 | 1 | 0 |
| 1    | Eugenie Bouchard (CAN)            |   |   |   |   |   |   |   |   |   |   |   |   | ● | 0 | 1 | 0 |
| 1    | Hayley Carter (USA)               |   |   |   |   |   |   |   |   |   |   |   |   | ● | 0 | 1 | 0 |
| 1    | Sorana Cîrstea (ROU)              |   |   |   |   |   |   |   |   |   |   |   |   | ● | 0 | 1 | 0 |
| 1    | Gabriela Dabrowski (CAN)          |   |   |   |   |   |   |   |   |   |   |   |   | ● | 0 | 1 | 0 |
| 1    | Doi Miszaki (JPN)                 |   |   |   |   |   |   |   |   |   |   |   |   | ● | 0 | 1 | 0 |
| 1    | Sharon Fichman (CAN)              |   |   |   |   |   |   |   |   |   |   |   |   | ● | 0 | 1 | 0 |
| 1    | Kirsten Flipkens (BEL)            |   |   |   |   |   |   |   |   |   |   |   |   | ● | 0 | 1 | 0 |
| 1    | Daria Gavrilova (AUS)             |   |   |   |   |   |   |   |   |   |   |   |   | ● | 0 | 1 | 0 |
| 1    | Zoe Hives (AUS)                   |   |   |   |   |   |   |   |   |   |   |   |   | ● | 0 | 1 | 0 |
| 1    | Darija Jurak (CRO)                |   |   |   |   |   |   |   |   |   |   |   |   | ● | 0 | 1 | 0 |
| 1    | Anna Kalinszkaja (RUS)            |   |   |   |   |   |   |   |   |   |   |   |   | ● | 0 | 1 | 0 |
| 1    | Desirae Krawczyk (USA)            |   |   |   |   |   |   |   |   |   |   |   |   | ● | 0 | 1 | 0 |
| 1    | Johanna Larsson (BEL)             |   |   |   |   |   |   |   |   |   |   |   |   | ● | 0 | 1 | 0 |
| 1    | Cornelia Lister (SWE)             |   |   |   |   |   |   |   |   |   |   |   |   | ● | 0 | 1 | 0 |
| 1    | Tatjana Maria (GER)               |   |   |   |   |   |   |   |   |   |   |   |   | ● | 0 | 1 | 0 |
| 1    | Andreea Mitu (ROU)                |   |   |   |   |   |   |   |   |   |   |   |   | ● | 0 | 1 | 0 |
| 1    | Asia Muhammad (USA)               |   |   |   |   |   |   |   |   |   |   |   |   | ● | 0 | 1 | 0 |
| 1    | Monica Niculescu (ROU)            |   |   |   |   |   |   |   |   |   |   |   |   | ● | 0 | 1 | 0 |
| 1    | Giuliana Olmos (MEX)              |   |   |   |   |   |   |   |   |   |   |   |   | ● | 0 | 1 | 0 |
| 1    | Ellen Perez (AUS)                 |   |   |   |   |   |   |   |   |   |   |   |   | ● | 0 | 1 | 0 |
| 1    | Kristýna Plíšková (CZE)           |   |   |   |   |   |   |   |   |   |   |   |   | ● | 0 | 1 | 0 |
| 1    | Anasztaszija Potapova (RUS)       |   |   |   |   |   |   |   |   |   |   |   |   | ● | 0 | 1 | 0 |
| 1    | Maria Sanchez (USA)               |   |   |   |   |   |   |   |   |   |   |   |   | ● | 0 | 1 | 0 |
| 1    | Astra Sharma (AUS)                |   |   |   |   |   |   |   |   |   |   |   |   | ● | 0 | 1 | 0 |
| 1    | Laura Siegemund (GER)             |   |   |   |   |   |   |   |   |   |   |   |   | ● | 0 | 1 | 0 |
| 1    | Jana Szizikova (RUS)              |   |   |   |   |   |   |   |   |   |   |   |   | ● | 0 | 1 | 0 |
| 1    | Sara Sorribes Tormo (ESP)         |   |   |   |   |   |   |   |   |   |   |   |   | ● | 0 | 1 | 0 |
| 1    | Luisa Stefani (BRA)               |   |   |   |   |   |   |   |   |   |   |   |   | ● | 0 | 1 | 0 |
| 1    | Nina Stojanović (SRB)             |   |   |   |   |   |   |   |   |   |   |   |   | ● | 0 | 1 | 0 |
| 1    | Renata Voráčová (CZE)             |   |   |   |   |   |   |   |   |   |   |   |   | ● | 0 | 1 | 0 |
| 1    | Vang Hszin-jü (CHN)               |   |   |   |   |   |   |   |   |   |   |   |   | ● | 0 | 1 | 0 |
| 1    | Hszü Ji-fan (CHN)                 |   |   |   |   |   |   |   |   |   |   |   |   | ● | 0 | 1 | 0 |
| 1    | Jang Csao-hszüan (CHN)            |   |   |   |   |   |   |   |   |   |   |   |   | ● | 0 | 1 | 0 |
| 1    | Csu Lin (CHN)                     |   |   |   |   |   |   |   |   |   |   |   |   | ● | 0 | 1 | 0 |
| 1    | Vera Zvonarjova (RUS)             |   |   |   |   |   |   |   |   |   |   |   |   | ● | 0 | 1 | 0 |

### Győzelmek országonként
| Össz | Ország                    | E | P | V | E | P | E | P | E | P | E | P | E | P | E | P  | V |
| ---- | ------------------------- | - | - | - | - | - | - | - | - | - | - | - | - | - | - | -- | - |
| 21   | Csehország                |   | 1 | 1 |   |   |   | 1 | 1 | 3 | 5 | 5 | 1 | 3 | 7 | 13 | 1 |
| 20   | Amerikai Egyesült Államok |   |   | 1 |   |   |   | 1 | 1 |   | 1 | 3 | 7 | 6 | 9 | 10 | 1 |
| 10   | Tajvan                    |   | 1 | 2 |   |   |   | 1 |   | 1 |   | 4 |   | 1 | 0 | 8  | 2 |
| 9    | Kína                      |   | 1 |   |   |   |   |   |   | 1 | 1 |   | 1 | 5 | 2 | 7  | 0 |
| 8    | Ausztrália                | 1 | 1 |   | 1 |   | 1 |   |   | 1 | 1 |   |   | 2 | 4 | 4  | 0 |
| 8    | Japán                     | 1 |   |   |   |   | 1 |   |   |   | 1 | 1 | 1 | 3 | 4 | 4  | 0 |
| 8    | Fehéroroszország          |   | 1 |   | 1 |   |   | 2 | 1 | 1 |   |   | 1 | 1 | 3 | 5  | 0 |
| 7    | Belgium                   |   | 1 |   |   |   |   | 2 |   |   | 1 |   | 2 | 1 | 3 | 4  | 0 |
| 6    | Kanada                    | 1 |   |   |   |   | 1 |   | 1 |   |   |   |   | 3 | 3 | 3  | 0 |
| 5    | Franciaország             |   | 1 |   |   | 1 |   |   |   |   |   |   | 2 | 1 | 2 | 3  | 0 |
| 5    | Oroszország               |   |   |   |   |   |   |   |   | 1 |   | 1 | 1 | 2 | 1 | 4  | 0 |
| 5    | Németország               |   |   |   |   |   |   |   |   |   |   | 2 | 1 | 2 | 1 | 4  | 0 |
| 4    | Svájc                     |   |   |   |   |   |   |   | 1 |   | 1 |   | 2 |   | 4 | 0  | 0 |
| 4    | Svédország                |   |   |   |   |   |   |   |   |   |   |   | 2 | 2 | 2 | 2  | 0 |
| 4    | Spanyolország             |   |   |   |   |   |   |   |   |   |   |   | 1 | 3 | 1 | 3  | 0 |
| 3    | Románia                   | 1 |   |   |   |   |   |   |   |   |   |   |   | 2 | 1 | 2  | 0 |
| 3    | Magyarország              |   | 1 |   |   | 1 |   |   |   |   |   |   |   | 1 | 0 | 3  | 0 |
| 3    | Szlovénia                 |   |   |   |   | 1 |   |   |   | 1 |   |   | 1 |   | 1 | 2  | 0 |
| 3    | Ukrajna                   |   |   |   |   | 1 |   |   |   |   |   |   | 2 |   | 2 | 1  | 0 |
| 3    | Szerbia                   |   |   |   |   |   |   |   |   |   |   | 1 |   | 2 | 0 | 3  | 0 |
| 2    | Hollandia                 |   |   |   |   |   | 1 |   |   |   | 1 |   |   |   | 2 | 0  | 0 |
| 2    | Lengyelország             |   |   |   |   |   |   |   |   |   |   | 1 | 1 |   | 1 | 1  | 0 |
| 2    | Kazahsztán                |   |   |   |   |   |   |   |   |   |   |   | 2 |   | 2 | 0  | 0 |
| 2    | Lettország                |   |   |   |   |   |   |   |   |   |   |   | 2 |   | 2 | 0  | 0 |
| 2    | Horvátország              |   |   |   |   |   |   |   |   |   |   |   | 1 | 1 | 1 | 1  | 0 |
| 2    | Szlovákia                 |   |   |   |   |   |   |   |   |   |   |   |   | 2 | 0 | 2  | 0 |
| 1    | Görögország               |   |   |   |   |   |   |   |   |   |   |   | 1 |   | 1 | 0  | 0 |
| 1    | Brazília                  |   |   |   |   |   |   |   |   |   |   |   |   | 1 | 0 | 1  | 0 |
| 1    | Mexikó                    |   |   |   |   |   |   |   |   |   |   |   |   | 1 | 0 | 1  | 0 |

### Első győzelmek
Az alábbi játékosok pályafutásuk első WTA-győzelmét szerezték az adott versenyszámban 2019-ben:
Egyéni
- Sofia Kenin – Hobart (Moorilla Hobart International)
- Vang Ja-fan – Acapulco (Abierto Mexicano Telcel)
- Bianca Andreescu – Indian Wells (BNP Paribas Open)
- Amanda Anisimova – Bogotá (Copa Colsanitas)
- Petra Martić – Isztambul (Istanbul Cup)
- Jil Teichmann – Prága (Prague Open)
- María Szákari – Rabat (Morocco Open)
- Julija Putyinceva – Nürnberg (Nürnberger Versicherungscup)
- Fiona Ferro – Lausanne (Ladies Open Lausanne)
- Jelena Ribakina – Bukarest (BRD Bucharest Open)
- Jessica Pegula – Washington (Citi Open)
- Cseng Szaj-szaj – San José (Silicon Valley Classic)
- Magda Linette – New York (Bronx Open)
- Rebecca Peterson – Nancsang (Jiangxi Open)
- Karolína Muchová – Szöul (Korea Open)
- Cori Gauff – Linz (Ladies Linz)

Páros
- Eugenie Bouchard – Auckland (ASB Classic)
- Sofia Kenin – Auckland (ASB Classic)
- Jekatyerina Alekszandrova – Budapest (Hungarian Ladies Open)
- Arina Szabalenka – Indian Wells (BNP Paribas Open)
- Zoe Hives – Bogotá (Copa Colsanitas)
- Astra Sharma – Bogotá (Copa Colsanitas)
- Anna-Lena Friedsam – Stuttgart (Porsche Tennis Grand Prix)
- Anna Kalinszkaja – Prága (Prague Open)
- Viktória Kužmová – Prága (Prague Open)
- Ellen Perez – Strasbourg (Internationaux de Strasbourg)
- Giuliana Olmos – Nottingham (Nottingham Open)
- Jana Szizikova – Lausanne (Ladies Open Lausanne)
- Cornelia Lister – Palermo (Palermo Ladies Cup)
- Nina Stojanović – Jūrmala (Baltic Open)
- Cori Gauff - Washington (Citi Open)
- Caty McNally - Washington (Citi Open)
- Vang Hszin-jü - Nancsang (Jiangxi Open)
- Csu Lin - Nancsang (Jiangxi Open)
- Hayley Carter - Taskent (Tashkent Open)
- Luisa Stefani - Taskent (Tashkent Open)
- Sibahara Ena - Tiencsin (Tianjin Open)

### Címvédések
Az alábbi játékosok megvédték előző évben szerzett bajnoki címüket:
Egyéni
- Julia Görges – Auckland (ASB Classic)
- Alison Van Uytvanck – Budapest (Hungarian Ladies Open)
- Garbiñe Muguruza – Monterrey (Monterrey Open)
- Arina Szabalenka – Vuhan (Wuhan Open)

Páros
- Ashleigh Barty – Róma (Internazionali BNL d’Italia)
- Květa Peschke – San José (Silicon Valley Classic)
- Lucie Hradecká – Cincinnati (Cincinnati Masters)
- Ljudmila Kicsenok – Csuhaj (2019-es WTA Elite Trophy)
- Babos Tímea – Sencsen (2019-es WTA Finals)
- Kristina Mladenovic – Sencsen (2019-es WTA Finals)

Vegyes páros
- Latisha Chan – Párizs (2019-es Roland Garros – vegyes páros)
- Bethanie Mattek-Sands – New York (2019-es US Open – vegyes páros)

### Top10 belépők
Az alábbi játékosok pályafutásuk során először kerültek a világranglista első 10 helyezettje közé:
Egyéni
- Arina Szabalenka (belépés a 10. helyre január 28-án)
- Ashleigh Barty (belépés a 9. helyre április 1-én)
- Bianca Andreescu (belépés az 5. helyre szeptember 9-én)

Páros
- Csang Suaj (belépés a 10. helyre május 13-án)

## Ranglisták
A naptári évre szóló ranglistán (race) az előző szezon zárásától, a WTA Elite Trophy döntőjét követő héttől (az éljátékosok esetében 2019-ben) szerzett pontokat tartják számon, s az októberben megrendezésre kerülő világbajnokságra való kijutás függ tőle. A WTA-világranglista ezzel szemben az előző 52 hét versenyein szerzett pontokat veszi figyelembe, a következő szisztéma alapján: egyéniben maximum 16, párosban 11 tornát lehet beszámítani, amelyekbe mindenképpen beletartoznak a Grand Slam-tornák, a Premier Mandatory-versenyek és az év végi bajnokságok, valamint a világranglista első húsz helyezettje számára a Premier 5-ös versenyeken elért két legjobb eredmény is.

### Egyéni
Az alábbi két táblázat a race (az előző WTA Elite Trophy döntője után szerzett pontok száma) és a világranglista (az előző 52 héten szerzett pontok száma) állását mutatja be egyéniben az első harminc játékossal. (Sárga alászínezéssel az évvégi világbajnokságra bejutott versenyzők. Zöld alászínezéssel a 2019-es WTA Finals megnyerésével a WTA 2019. évi világbajnoka.) A jobboldali táblázatban a világranglista első 30 helyezettjének a 2018. év végi helyezésével való összehasonlítása látszik. A táblázat tartalmazza még a 2019. évben elért legmagasabba (Max) és legalacsonyabb (Min) helyezést.
| A 2019-es WTA világbajnokság kvalifikációjának végeredménye 2019. október 21-én | A 2019-es WTA világbajnokság kvalifikációjának végeredménye 2019. október 21-én | A 2019-es WTA világbajnokság kvalifikációjának végeredménye 2019. október 21-én | A 2019-es WTA világbajnokság kvalifikációjának végeredménye 2019. október 21-én | A 2019-es WTA világbajnokság kvalifikációjának végeredménye 2019. október 21-én | A 2019-es WTA világbajnokság kvalifikációjának végeredménye 2019. október 21-én |
| #                                                                               | Vált.                                                                           | Játékos                                                                         | Ország                                                                          | Pont                                                                            | Tornák                                                                          |
| ------------------------------------------------------------------------------- | ------------------------------------------------------------------------------- | ------------------------------------------------------------------------------- | ------------------------------------------------------------------------------- | ------------------------------------------------------------------------------- | ------------------------------------------------------------------------------- |
| 1                                                                               | Állandó                                                                         | Ashleigh Barty                                                                  | Ausztrália                                                                      | 6476                                                                            | 14                                                                              |
| 2                                                                               | Állandó                                                                         | Karolína Plíšková                                                               | Csehország                                                                      | 5315                                                                            | 18                                                                              |
| 3                                                                               | 2                                                                               | Ószaka Naomi                                                                    | Japán                                                                           | 5246                                                                            | 16                                                                              |
| 4                                                                               | Állandó                                                                         | Simona Halep                                                                    | Románia                                                                         | 4962                                                                            | 16                                                                              |
| 5                                                                               | Állandó                                                                         | Bianca Andreescu                                                                | Kanada                                                                          | 4942                                                                            | 14                                                                              |
| 6                                                                               | Állandó                                                                         | Petra Kvitová                                                                   | Csehország                                                                      | 4401                                                                            | 16                                                                              |
| 7                                                                               | 3                                                                               | Belinda Bencic                                                                  | Svájc                                                                           | 4120                                                                            | 24                                                                              |
| 8                                                                               | 1                                                                               | Elina Szvitolina                                                                | Ukrajna                                                                         | 3995                                                                            | 20                                                                              |
| 9                                                                               | 1                                                                               | Serena Williams                                                                 | Amerikai Egyesült Államok                                                       | 3935                                                                            | 10                                                                              |
| 10                                                                              | 1                                                                               | Kiki Bertens                                                                    | Hollandia                                                                       | 3870                                                                            | 24                                                                              |
| 11                                                                              | Állandó                                                                         | Konta Johanna                                                                   | Egyesült Királyság                                                              | 2879                                                                            | 17                                                                              |
| 12                                                                              | Állandó                                                                         | Sofia Kenin                                                                     | Amerikai Egyesült Államok                                                       | 2615                                                                            | 23                                                                              |
| 13                                                                              | Állandó                                                                         | Madison Keys                                                                    | Amerikai Egyesült Államok                                                       | 2607                                                                            | 14                                                                              |
| 14                                                                              | Állandó                                                                         | Arina Szabalenka                                                                | Fehéroroszország                                                                | 2520                                                                            | 23                                                                              |
| 15                                                                              | Állandó                                                                         | Petra Martić                                                                    | Horvátország                                                                    | 2458                                                                            | 17                                                                              |
| 16                                                                              | Állandó                                                                         | Markéta Vondroušová                                                             | Csehország                                                                      | 2390                                                                            | 11                                                                              |
| 17                                                                              | Állandó                                                                         | Angelique Kerber                                                                | Németország                                                                     | 2275                                                                            | 21                                                                              |
| 18                                                                              | Állandó                                                                         | Elise Mertens                                                                   | Belgium                                                                         | 2190                                                                            | 25                                                                              |
| 19                                                                              | Állandó                                                                         | Alison Riske                                                                    | Amerikai Egyesült Államok                                                       | 2185                                                                            | 23                                                                              |
| 20                                                                              | Állandó                                                                         | Donna Vekić                                                                     | Horvátország                                                                    | 2185                                                                            | 22                                                                              |
| 21                                                                              | Állandó                                                                         | Amanda Anisimova                                                                | Amerikai Egyesült Államok                                                       | 1794                                                                            | 16                                                                              |
| 22                                                                              | Állandó                                                                         | María Szákari                                                                   | Görögország                                                                     | 1741                                                                            | 22                                                                              |
| 23                                                                              | Állandó                                                                         | Sloane Stephens                                                                 | Amerikai Egyesült Államok                                                       | 1738                                                                            | 19                                                                              |
| 24                                                                              | Állandó                                                                         | Dajana Jasztremszka                                                             | Ukrajna                                                                         | 1720                                                                            | 23                                                                              |
| 25                                                                              | Állandó                                                                         | Anett Kontaveit                                                                 | Észtország                                                                      | 1675                                                                            | 18                                                                              |
| 26                                                                              | 6                                                                               | Karolína Muchová                                                                | Csehország                                                                      | 1624                                                                            | 14                                                                              |
| 27                                                                              | Állandó                                                                         | Anastasija Sevastova                                                            | Lettország                                                                      | 1617                                                                            | 23                                                                              |
| 28                                                                              | 5                                                                               | Julia Görges                                                                    | Németország                                                                     | 1610                                                                            | 21                                                                              |
| 29                                                                              | 3                                                                               | Vang Csiang                                                                     | Kína                                                                            | 1563                                                                            | 20                                                                              |
| 30                                                                              | 12                                                                              | Anasztaszija Pavljucsenkova                                                     | Oroszország                                                                     | 1560                                                                            | 22                                                                              |

| Bajnok |

| 1  | Ashleigh Barty (AUS)              | 7851 | 15 | 15  | 1  | 15  | 14      |
| 2  | Karolína Plíšková (CZE)           | 5940 | 19 | 8   | 2  | 8   | 6       |
| 3  | Ószaka Naomi (JPN)                | 5496 | 17 | 5   | 1  | 5   | 2       |
| 4  | Simona Halep (ROU)                | 5462 | 17 | 1   | 1  | 8   | 3       |
| 5  | Bianca Andreescu (CAN)            | 5192 | 15 | 178 | 4  | 178 | 173     |
| 6  | Elina Szvitolina (UKR)            | 5075 | 22 | 4   | 3  | 9   | 2       |
| 7  | Petra Kvitová (CZE)               | 4776 | 17 | 7   | 2  | 8   | Állandó |
| 8  | Belinda Bencic (SUI)              | 4745 | 22 | 37  | 7  | 54  | 29      |
| 9  | Kiki Bertens (NED)                | 4245 | 27 | 9   | 4  | 10  | Állandó |
| 10 | Serena Williams (USA)             | 3935 | 10 | 16  | 8  | 16  | 6       |
| 11 | Arina Szabalenka (BLR)            | 3120 | 24 | 11  | 9  | 16  | Állandó |
| 12 | Konta Johanna (GBR)               | 2879 | 17 | 37  | 11 | 45  | 25      |
| 13 | Madison Keys (USA)                | 2767 | 15 | 17  | 9  | 18  | 4       |
| 14 | Sofia Kenin (USA)                 | 2740 | 24 | 52  | 12 | 52  | 38      |
| 15 | Petra Martić (CRO)                | 2617 | 18 | 32  | 15 | 53  | 17      |
| 16 | Markéta Vondroušová (CZE)         | 2390 | 12 | 67  | 14 | 73  | 51      |
| 17 | Elise Mertens (BEL)               | 2290 | 26 | 13  | 12 | 26  | 4       |
| 18 | Alison Riske (USA)                | 2210 | 24 | 63  | 18 | 63  | 45      |
| 19 | Donna Vekić (CRO)                 | 2205 | 23 | 34  | 19 | 34  | 15      |
| 20 | Angelique Kerber (GER)            | 2175 | 22 | 2   | 2  | 20  | 18      |
| 21 | Karolína Muchová (CZE)            | 1864 | 15 | 145 | 21 | 141 | 124     |
| 22 | Dajana Jasztremszka (UKR)         | 1825 | 23 | 60  | 22 | 59  | 38      |
| 23 | María Szákari (GRE)               | 1820 | 22 | 41  | 22 | 51  | 18      |
| 24 | Amanda Anisimova (USA)            | 1793 | 14 | 95  | 21 | 87  | 71      |
| 25 | Sloane Stephens (USA)             | 1737 | 20 | 6   | 3  | 25  | 19      |
| 26 | Anett Kontaveit (EST)             | 1645 | 17 | 21  | 14 | 26  | 5       |
| 27 | Anastasija Sevastova (LAT)        | 1617 | 23 | 12  | 11 | 27  | 15      |
| 28 | Julia Görges (GER)                | 1610 | 22 | 14  | 13 | 30  | 14      |
| 29 | Vang Csiang (CHN)                 | 1563 | 20 | 20  | 12 | 29  | 9       |
| 30 | Anasztaszija Pavljucsenkova (RUS) | 1560 | 22 | 42  | 30 | 46  | 12      |

| A 2019-es WTA világbajnokság kvalifikációjának végeredménye 2019. október 21-én | A 2019-es WTA világbajnokság kvalifikációjának végeredménye 2019. október 21-én | A 2019-es WTA világbajnokság kvalifikációjának végeredménye 2019. október 21-én | A 2019-es WTA világbajnokság kvalifikációjának végeredménye 2019. október 21-én | A 2019-es WTA világbajnokság kvalifikációjának végeredménye 2019. október 21-én | A 2019-es WTA világbajnokság kvalifikációjának végeredménye 2019. október 21-én |
| #                                                                               | Vált.                                                                           | Játékos                                                                         | Ország                                                                          | Pont                                                                            | Tornák                                                                          |
| ------------------------------------------------------------------------------- | ------------------------------------------------------------------------------- | ------------------------------------------------------------------------------- | ------------------------------------------------------------------------------- | ------------------------------------------------------------------------------- | ------------------------------------------------------------------------------- |
| 1                                                                               | Állandó                                                                         | Ashleigh Barty                                                                  | Ausztrália                                                                      | 6476                                                                            | 14                                                                              |
| 2                                                                               | Állandó                                                                         | Karolína Plíšková                                                               | Csehország                                                                      | 5315                                                                            | 18                                                                              |
| 3                                                                               | 2                                                                               | Ószaka Naomi                                                                    | Japán                                                                           | 5246                                                                            | 16                                                                              |
| 4                                                                               | Állandó                                                                         | Simona Halep                                                                    | Románia                                                                         | 4962                                                                            | 16                                                                              |
| 5                                                                               | Állandó                                                                         | Bianca Andreescu                                                                | Kanada                                                                          | 4942                                                                            | 14                                                                              |
| 6                                                                               | Állandó                                                                         | Petra Kvitová                                                                   | Csehország                                                                      | 4401                                                                            | 16                                                                              |
| 7                                                                               | 3                                                                               | Belinda Bencic                                                                  | Svájc                                                                           | 4120                                                                            | 24                                                                              |
| 8                                                                               | 1                                                                               | Elina Szvitolina                                                                | Ukrajna                                                                         | 3995                                                                            | 20                                                                              |
| 9                                                                               | 1                                                                               | Serena Williams                                                                 | Amerikai Egyesült Államok                                                       | 3935                                                                            | 10                                                                              |
| 10                                                                              | 1                                                                               | Kiki Bertens                                                                    | Hollandia                                                                       | 3870                                                                            | 24                                                                              |
| 11                                                                              | Állandó                                                                         | Konta Johanna                                                                   | Egyesült Királyság                                                              | 2879                                                                            | 17                                                                              |
| 12                                                                              | Állandó                                                                         | Sofia Kenin                                                                     | Amerikai Egyesült Államok                                                       | 2615                                                                            | 23                                                                              |
| 13                                                                              | Állandó                                                                         | Madison Keys                                                                    | Amerikai Egyesült Államok                                                       | 2607                                                                            | 14                                                                              |
| 14                                                                              | Állandó                                                                         | Arina Szabalenka                                                                | Fehéroroszország                                                                | 2520                                                                            | 23                                                                              |
| 15                                                                              | Állandó                                                                         | Petra Martić                                                                    | Horvátország                                                                    | 2458                                                                            | 17                                                                              |
| 16                                                                              | Állandó                                                                         | Markéta Vondroušová                                                             | Csehország                                                                      | 2390                                                                            | 11                                                                              |
| 17                                                                              | Állandó                                                                         | Angelique Kerber                                                                | Németország                                                                     | 2275                                                                            | 21                                                                              |
| 18                                                                              | Állandó                                                                         | Elise Mertens                                                                   | Belgium                                                                         | 2190                                                                            | 25                                                                              |
| 19                                                                              | Állandó                                                                         | Alison Riske                                                                    | Amerikai Egyesült Államok                                                       | 2185                                                                            | 23                                                                              |
| 20                                                                              | Állandó                                                                         | Donna Vekić                                                                     | Horvátország                                                                    | 2185                                                                            | 22                                                                              |
| 21                                                                              | Állandó                                                                         | Amanda Anisimova                                                                | Amerikai Egyesült Államok                                                       | 1794                                                                            | 16                                                                              |
| 22                                                                              | Állandó                                                                         | María Szákari                                                                   | Görögország                                                                     | 1741                                                                            | 22                                                                              |
| 23                                                                              | Állandó                                                                         | Sloane Stephens                                                                 | Amerikai Egyesült Államok                                                       | 1738                                                                            | 19                                                                              |
| 24                                                                              | Állandó                                                                         | Dajana Jasztremszka                                                             | Ukrajna                                                                         | 1720                                                                            | 23                                                                              |
| 25                                                                              | Állandó                                                                         | Anett Kontaveit                                                                 | Észtország                                                                      | 1675                                                                            | 18                                                                              |
| 26                                                                              | 6                                                                               | Karolína Muchová                                                                | Csehország                                                                      | 1624                                                                            | 14                                                                              |
| 27                                                                              | Állandó                                                                         | Anastasija Sevastova                                                            | Lettország                                                                      | 1617                                                                            | 23                                                                              |
| 28                                                                              | 5                                                                               | Julia Görges                                                                    | Németország                                                                     | 1610                                                                            | 21                                                                              |
| 29                                                                              | 3                                                                               | Vang Csiang                                                                     | Kína                                                                            | 1563                                                                            | 20                                                                              |
| 30                                                                              | 12                                                                              | Anasztaszija Pavljucsenkova                                                     | Oroszország                                                                     | 1560                                                                            | 22                                                                              |

| Bajnok |

| 1  | Ashleigh Barty (AUS)              | 7851 | 15 | 15  | 1  | 15  | 14      |
| 2  | Karolína Plíšková (CZE)           | 5940 | 19 | 8   | 2  | 8   | 6       |
| 3  | Ószaka Naomi (JPN)                | 5496 | 17 | 5   | 1  | 5   | 2       |
| 4  | Simona Halep (ROU)                | 5462 | 17 | 1   | 1  | 8   | 3       |
| 5  | Bianca Andreescu (CAN)            | 5192 | 15 | 178 | 4  | 178 | 173     |
| 6  | Elina Szvitolina (UKR)            | 5075 | 22 | 4   | 3  | 9   | 2       |
| 7  | Petra Kvitová (CZE)               | 4776 | 17 | 7   | 2  | 8   | Állandó |
| 8  | Belinda Bencic (SUI)              | 4745 | 22 | 37  | 7  | 54  | 29      |
| 9  | Kiki Bertens (NED)                | 4245 | 27 | 9   | 4  | 10  | Állandó |
| 10 | Serena Williams (USA)             | 3935 | 10 | 16  | 8  | 16  | 6       |
| 11 | Arina Szabalenka (BLR)            | 3120 | 24 | 11  | 9  | 16  | Állandó |
| 12 | Konta Johanna (GBR)               | 2879 | 17 | 37  | 11 | 45  | 25      |
| 13 | Madison Keys (USA)                | 2767 | 15 | 17  | 9  | 18  | 4       |
| 14 | Sofia Kenin (USA)                 | 2740 | 24 | 52  | 12 | 52  | 38      |
| 15 | Petra Martić (CRO)                | 2617 | 18 | 32  | 15 | 53  | 17      |
| 16 | Markéta Vondroušová (CZE)         | 2390 | 12 | 67  | 14 | 73  | 51      |
| 17 | Elise Mertens (BEL)               | 2290 | 26 | 13  | 12 | 26  | 4       |
| 18 | Alison Riske (USA)                | 2210 | 24 | 63  | 18 | 63  | 45      |
| 19 | Donna Vekić (CRO)                 | 2205 | 23 | 34  | 19 | 34  | 15      |
| 20 | Angelique Kerber (GER)            | 2175 | 22 | 2   | 2  | 20  | 18      |
| 21 | Karolína Muchová (CZE)            | 1864 | 15 | 145 | 21 | 141 | 124     |
| 22 | Dajana Jasztremszka (UKR)         | 1825 | 23 | 60  | 22 | 59  | 38      |
| 23 | María Szákari (GRE)               | 1820 | 22 | 41  | 22 | 51  | 18      |
| 24 | Amanda Anisimova (USA)            | 1793 | 14 | 95  | 21 | 87  | 71      |
| 25 | Sloane Stephens (USA)             | 1737 | 20 | 6   | 3  | 25  | 19      |
| 26 | Anett Kontaveit (EST)             | 1645 | 17 | 21  | 14 | 26  | 5       |
| 27 | Anastasija Sevastova (LAT)        | 1617 | 23 | 12  | 11 | 27  | 15      |
| 28 | Julia Görges (GER)                | 1610 | 22 | 14  | 13 | 30  | 14      |
| 29 | Vang Csiang (CHN)                 | 1563 | 20 | 20  | 12 | 29  | 9       |
| 30 | Anasztaszija Pavljucsenkova (RUS) | 1560 | 22 | 42  | 30 | 46  | 12      |

#### Világranglistát vezetők
| Név            | Élre kerülés        | Lekerülés           |
| -------------- | ------------------- | ------------------- |
| Simona Halep   | 2018. február 26.   | 2019. január 27.    |
| Ószaka Naomi   | 2019. január 28.    | 2019. június 23.    |
| Ashleigh Barty | 2019. június 24.    | 2019. augusztus 11. |
| Ószaka Naomi   | 2019. augusztus 12. | 2019. szeptember 8. |
| Ashleigh Barty | 2019. szeptember 9. | év végéig           |

### Páros
Az alábbi két táblázat a race és a világranglista állását mutatja be párosban az első tíz párral, illetve az első húsz játékossal, jelezve a helyezés változását az előző héthez képest. (Sárga alászínezéssel az év végi világbajnokságra már bejutott párosok, zöld alászínezéssel a világbajnokság győztes párosa.) A jobboldali táblázat a versenyzők 2018. év végi helyezésével való összehasonlítása látszik. A táblázat tartalmazza még a 2019. évben elért legmagasabba (Max) és legalacsonyabb (Min) helyezést.
| 2019-es WTA világbajnokság kvalifikációjának végeredménye 2019. október 21-én | 2019-es WTA világbajnokság kvalifikációjának végeredménye 2019. október 21-én | 2019-es WTA világbajnokság kvalifikációjának végeredménye 2019. október 21-én | 2019-es WTA világbajnokság kvalifikációjának végeredménye 2019. október 21-én | 2019-es WTA világbajnokság kvalifikációjának végeredménye 2019. október 21-én |
| #                                                                             | Vált.                                                                         | Csapat                                                                        | Pont                                                                          | Tornák                                                                        |
| ----------------------------------------------------------------------------- | ----------------------------------------------------------------------------- | ----------------------------------------------------------------------------- | ----------------------------------------------------------------------------- | ----------------------------------------------------------------------------- |
| 1                                                                             | Állandó                                                                       | Elise Mertens (BEL) · Arina Szabalenka (BLR)                                  | 6057                                                                          | 11                                                                            |
| 2                                                                             | Állandó                                                                       | Barbora Strýcová (CZE) · Hszie Su-vej (TPE)                                   | 5490                                                                          | 13                                                                            |
| 3                                                                             | Állandó                                                                       | Babos Tímea (HUN) · Kristina Mladenovic (FRA)                                 | 5211                                                                          | 10                                                                            |
| 4                                                                             | Állandó                                                                       | Hszü Ji-fan (CHN) · Gabriela Dabrowski (CAN)                                  | 4635                                                                          | 20                                                                            |
| 5                                                                             | Állandó                                                                       | Latisha Chan (CHN) · Csan Hao-csing (CHN)                                     | 4145                                                                          | 20                                                                            |
| 6                                                                             | Állandó                                                                       | Barbora Krejčíková (CZE) · Kateřina Siniaková (CZE)                           | 4000                                                                          | 11                                                                            |
| 7                                                                             | Állandó                                                                       | Samantha Stosur (AUS) · Csang Suaj (CHN)                                      | 3920                                                                          | 13                                                                            |
| 8                                                                             | Állandó                                                                       | Anna-Lena Grönefeld (GER) · Demi Schuurs (NED)                                | 3895                                                                          | 15                                                                            |
| 9                                                                             | Állandó                                                                       | Viktorija Azaranka (BLR) · Ashleigh Barty (AUS)                               | 3440                                                                          | 8                                                                             |
| 10                                                                            | Állandó                                                                       | Květa Peschke (CZE) · Nicole Melichar (USA)                                   | 3415                                                                          | 25                                                                            |

| 1  | Barbora Strýcová (CZE)    | 7110 | 17 | 5   | 1  | 5   | 4       |
| 2  | Kristina Mladenovic (FRA) | 6990 | 14 | 3   | 1  | 5   | 1       |
| 3  | Babos Tímea (HUN)         | 6965 | 15 | 3   | 2  | 6   | Állandó |
| 4  | Hszie Su-vej (TPE)        | 6705 | 19 | 17  | 4  | 25  | 13      |
| 5  | Arina Szabalenka (BLR)    | 6655 | 13 | 61  | 2  | 85  | 56      |
| 6  | Elise Mertens (BEL)       | 6615 | 14 | 11  | 2  | 12  | 5       |
| 7  | Kateřina Siniaková (CZE)  | 4955 | 19 | 1   | 1  | 8   | 6       |
| 8  | Gabriela Dabrowski (CAN)  | 4950 | 24 | 10  | 8  | 15  | 2       |
| 8  | Hszü Ji-fan (CHN)         | 4950 | 22 | 12  | 8  | 18  | 4       |
| 10 | Csang Suaj (CHN)          | 4705 | 21 | 33  | 9  | 33  | 23      |
| 11 | Anna-Lena Grönefeld (GER) | 4670 | 22 | 26  | 10 | 33  | 15      |
| 12 | Samantha Stosur (AUS)     | 4535 | 15 | 69  | 10 | 70  | 57      |
| 13 | Barbora Krejčíková (CZE)  | 4490 | 13 | 1   | 1  | 14  | 12      |
| 14 | Demi Schuurs (NED)        | 4390 | 22 | 8   | 7  | 17  | 6       |
| 15 | Csan Hao-csing (TPE)      | 4280 | 21 | 25  | 11 | 23  | 10      |
| 15 | Latisha Chan (TPE)        | 4280 | 21 | 21  | 11 | 21  | 6       |
| 17 | Tuan Jing-jing (CHN)      | 3800 | 22 | 59  | 17 | 83  | 42      |
| 18 | Viktorija Azaranka (BLR)  | 3731 | 11 | 272 | 18 | 274 | 254     |
| 19 | Ashleigh Barty (AUS)      | 3635 | 10 | 7   | 6  | 19  | 12      |
| 20 | Nicole Melichar (USA)     | 3465 | 27 | 15  | 12 | 20  | 5       |

#### Páros világranglistát vezetők
| Név                                   | Élre kerülés      | Lekerülés         |
| ------------------------------------- | ----------------- | ----------------- |
| Barbora Krejčíková Kateřina Siniaková | 2018. október 22. | 2019. január 13.  |
| Kateřina Siniaková                    | 2019. január 14.  | 2019. június 9.   |
| Kristina Mladenovic                   | 2019. június 10.  | 2019. július 14.  |
| Barbora Strýcová                      | 2019. július 15.  | 2019. október 6.  |
| Kristina Mladenovic                   | 2019. október 7.  | 2019. október 20. |
| Barbora Strýcová                      | 2019. október 21. | év végéig         |

## Visszavonult versenyzők
Azon versenyzők felsorolása, akik 2019-ben vonultak vissza az aktív játéktól, vagy 52 hete nem vettek részt versenyen, és pályafutásuk során egyéniben vagy párosban legalább egy WTA-tornagyőzelmet szereztek, vagy a világranglistán a legjobb 100 közé kerültek.
- Dominika Cibulková (1989. május 6. Pozsony, Szlovákia) - 2004–2019 közötti profi pályafutása során nyolc egyéni és egy páros WTA-tornát nyert meg, emellett két egyéni ITF-tornagyőzelmet szerzett. Legjobb egyéni világranglista-helyezése a 4. hely volt, ezt 2017. március 20-án érte el, párosban a legjobbjaként az 59. helyre 2012. augusztus 13-án került. 2016-ban megnyerte a WTA Finals világbajnokságot. A Grand Slam-tornákon a legjobb eredményét egyéniben a 2014-es Australian Openen érte el, amikor bejutott a döntőbe. Párosban a 2008-as US Openen a negyeddöntőig jutott. 2019. november 11-én jelentette be visszavonulását.[10]
- Mariana Duque Mariño (1989. augusztus 12. Bogotá, Kolumbia) - 2005–2019 közötti profi pályafutása során egy egyéni és egy páros WTA-tornát nyert meg, emellett párosban két WTA125K-, valamint 19 egyéni és 14 páros ITF-tornagyőzelmet szerzett. Legjobb egyéni világranglista-helyezése 66. hely, ezt 2015. október 12-én érte el, párosban a 96. helyre került 2018. június 11-én. Juniorként döntőt játszott a 2007-es Roland Garroson. A felnőtt Grand Slam-tornákon a legjobb eredménye egyéniben a 3. kör, amelyet a 2015-ös US Openen és a 2017-es Roland Garroson ért el, párosban a 2. kör, amelybe a 2016-os wimbledoni teniszbajnokságon jutott. A Pánamerikai Játékokon 2007-ben egyéniben és párosban is ezüst-, 2011-ben párosban bronz-, 2015-ben egyéniben aranyérmet szerzett. 2019 márciusában jelentette be visszavonulását.[11]
- Anna-Lena Grönefeld (1985. június 4. Nordhorn, Németország) - 2003–2019 közötti profi pályafutása során, egy egyéni és tizenhét páros WTA-tornát nyert meg, Emellett egy WTA 125K-, valamint 12 egyéni és 6 ITF-tornagyőzelemmel rendelkezik. Juniorként 2002-ben párosban, 2003-ban egyéniben megnyerte a lányok versenyét a Roland Garroson. Felnőttként a Grand Slam-tornákon a legjobb eredményét egyéniben a 2006-os Roland Garroson érte el, ahol a negyeddöntőig jutott. Párosban hét alkalommal is elődöntőt játszott. Vegyes párosban 2009-ben Wimbledonban és 2014-ben a Roland Garroson szerzett tornagyőzelmet. Legelőkelőbb egyéni világranglista-helyezése 14. volt, ezt 2006. április 17-én érte el, párosban a 7. helyen állt 2006. március 6-án. 2019 decemberében jelentette be a profi tenisztől való visszavonulását.[12]
- Lucie Šafářová (1987. február 4. Brno, Csehország) - 2002-től szerepelt a profi játékosok között. Legjobb világranglista-helyezése egyéniben a 2015. szeptember 14-én elért 5. hely, párosban 2017. augusztus 21-től hat héten keresztül vezette a világranglistát. Pályafutása során egyéniben hét WTA- és hét ITF-, párosban 15 WTA- és 1 ITF-tornagyőzelmet szerzett. Párosban ötszörös Grand Slam-tornagyőztes, miután az amerikai Bethanie Mattek-Sandsszal 2015-ben megnyerte az ausztrál nyílt teniszbajnokságot és a Roland Garrost, 2016-ban a US Opent és 2017-ben ismét az Australian Opent, valamint a Roland Garrost. A 2016-os riói olimpián párosban Barbora Strýcovával bronzérmet szereztek. Háromszoros Fed-kupagyőztes (2011, 2012, 2014). A 2018-as szezon befejezése után jelentette be, hogy a 2019-es Australian Open után abbahagyja a profi teniszezést,[13] amelyre végül a Roland Garroson került sor.[14]
- Arantxa Parra Santonja (1982. november 9. Barcelona, Spanyolország) - 2000–2019 közötti profi pályafutása alatt 11 páros WTA-tornagyőzelmet aratott, és egyéniben két alkalommal játszott döntőt. Emellett 11 egyéni és 9 páros ITF-tornán szerezte meg az első helyet. Legjobb egyéni világranglista-helyezése a 46. hely, ezt 2010. július 12-én érte el, párosban 2012. április 2-án a 22. helyig jutott. A Grand Slam-tornákon a legjobb eredménye egyéniben a 3. kör, amelyet a 2004-es Roland Garroson ért el, párosban a negyeddöntőig jutott 2011-ben Wimbledonban és 2014-ben a Roland Garroson. 2019. május 6-án jelentette be visszavonulását.[15]